# Nordfriedhof (Düsseldorf)
Der Nordfriedhof in Düsseldorf ist der größte und bekannteste Friedhof der nordrhein-westfälischen Landeshauptstadt. Das fast 70 Hektar große Gelände des Nordfriedhofs, auf dem auch zahlreiche prominente Personen aus Politik, Kultur und Wirtschaft ihre letzte Ruhe gefunden haben, liegt im Nordwesten von Derendorf in unmittelbarer Nachbarschaft der Stadtteile Golzheim und Unterrath und wird von der Ulmenstraße, der Hugo-Viehoff-Straße, der Danziger Straße und dem Thewissenweg begrenzt.

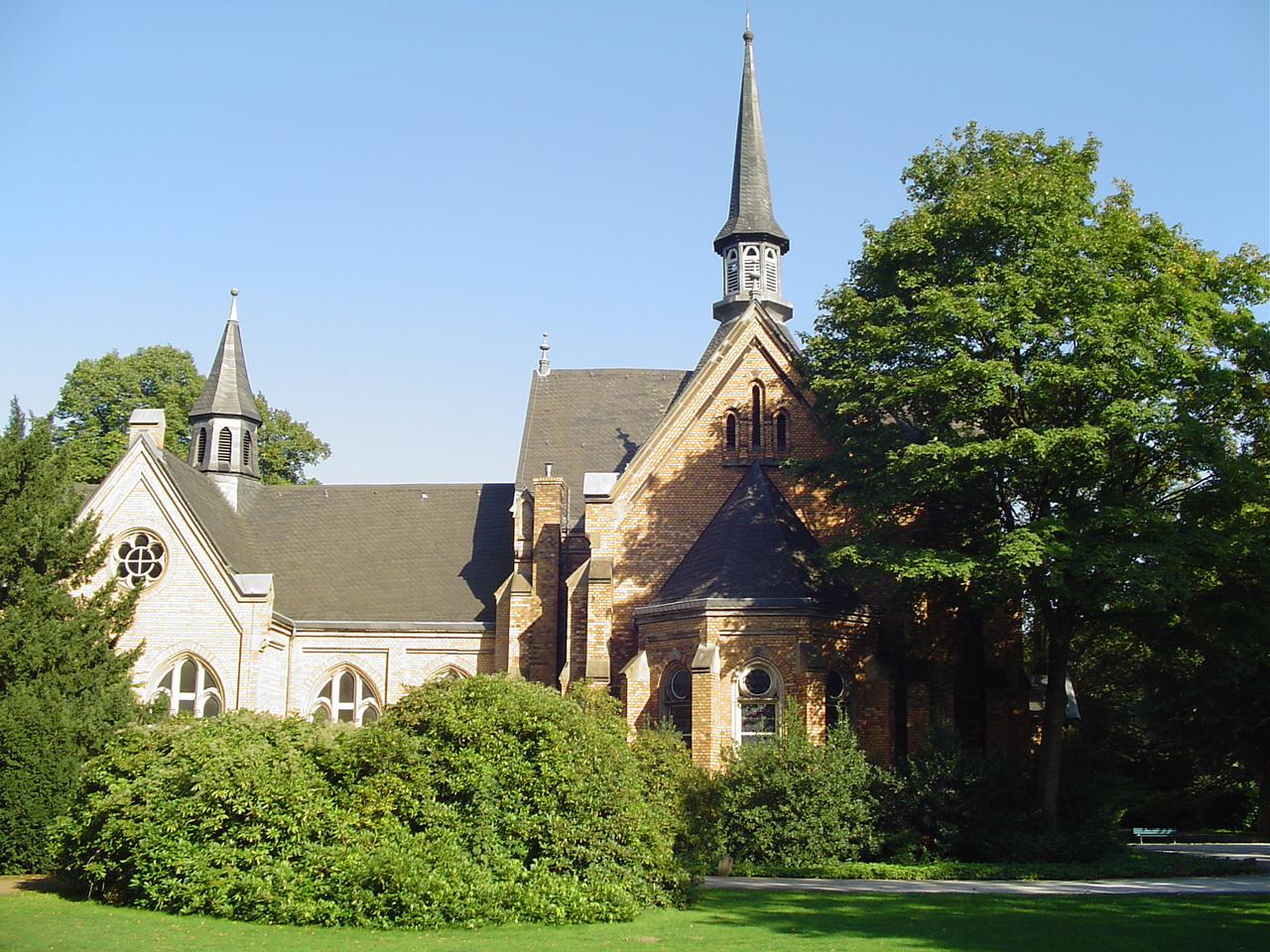
Friedhofskapelle

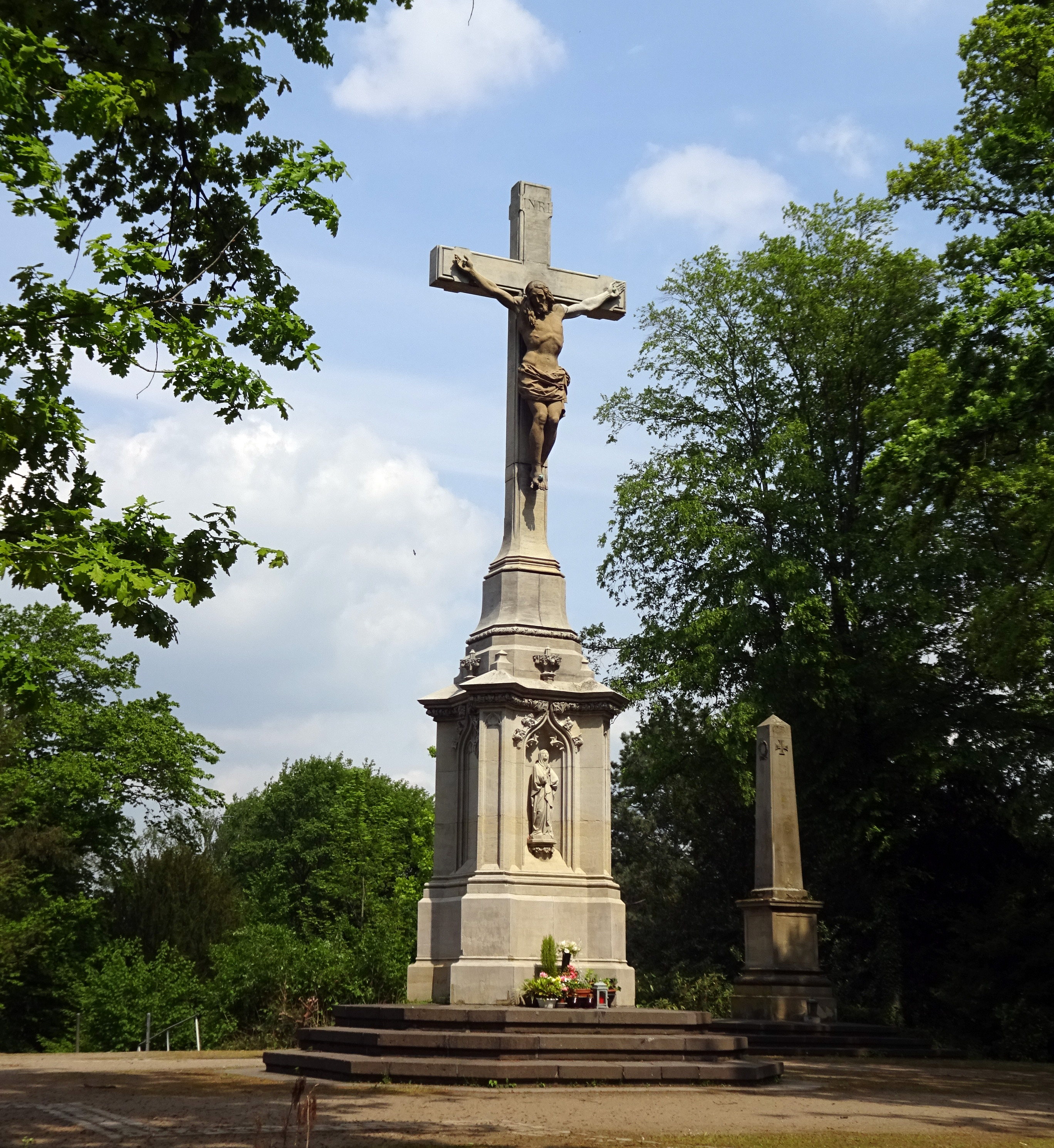
Das Hochkreuz auf dem „Millionenhügel“ (2019)

## Allgemeines

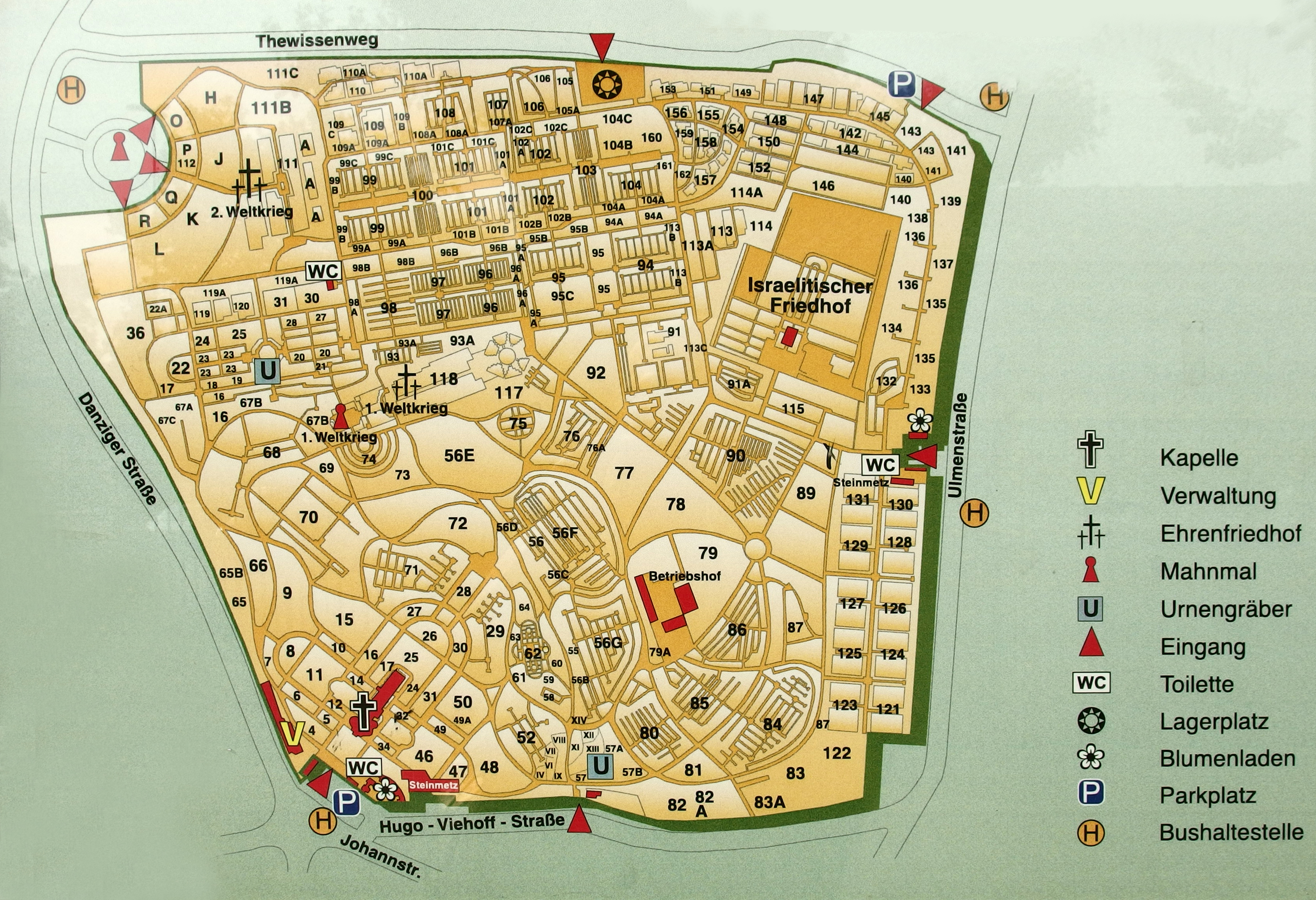
Plan Nordfriedhof Düsseldorf

Der im Jahr 1884 gegründete städtische Friedhof beherbergt heute rund 50.000 Grabstellen, in denen insgesamt über 200.000 Personen bestattet sind. Seit 2003 ist der Nordfriedhof rund um die Uhr zugänglich. Es gibt insgesamt sechs Eingänge, der Haupteingang liegt an der Kreuzung Danziger Straße/Johannstraße. Im Bereich des Haupteingangs befindet sich auch der rund 21 Hektar große alte Friedhofsteil aus der Anfangszeit des Friedhofs. Er wurde 1987 aufgrund einer Vielzahl erhaltenswerter Grabstätten zusammen mit der Friedhofskapelle unter Denkmalschutz gestellt. Den Mittelpunkt des denkmalgeschützten Bereichs bildet der sogenannte Millionenhügel, zugleich die höchste Erhebung des Friedhofsgeländes und Standort besonders vieler architektonisch aufwändiger Grabanlagen. Viele der auf den Düsseldorfer Friedhöfen stehenden Grabmale sind allein schon wegen ihres künstlerischen Wertes von großer Bedeutung. Um kulturhistorisch wertvolle Grabstätten zu erhalten, vergibt das Garten-, Friedhofs- und Forstamt von Düsseldorf Grabpatenschaften. Durch steigenden Metalldiebstahl, und das nicht nur auf dem Nordfriedhof, kommt es zum Verlust historisch bedeutender Kulturdenkmäler. Im August 2024 wurden elf figürliche Elemente von Grabstätten gestohlen, deren Wert nach ersten Schätzungen in einem hohen sechsstelligen Bereich liegt. Bei den Figuren handle es sich um Werke, die nicht nur finanziell, sondern auch künstlerisch einen hohen Wert haben.
Auf dem Gebiet des Nordfriedhofs, nahe dem Eingang Ulmenstraße 236, befindet sich der „neue jüdische Friedhof“ (seit 1923 in Nutzung), der jedoch offiziell nicht Bestandteil des Nordfriedhofs ist. Auch wird er, anders als der restliche Nordfriedhof, nicht von der Stadt Düsseldorf, sondern von der ortsansässigen jüdischen Gemeinde verwaltet. Die jetzige Friedhofshalle und Gedenkstätte der jüdischen Gemeinde wurde 1986 errichtet. Am Sabbat, an den jüdischen Feiertagen und Nachts ist der Friedhof geschlossen. Östlich der Ulmenstraße liegt der alte jüdische Friedhof. Er wird nicht mehr belegt und ist verschlossen.
In verschiedenen Bereichen des Friedhofs stehen seit geraumer Zeit Bienenstöcke.

## Geschichte
Mit der Planung eines neuen Friedhofs im Norden Düsseldorfs begann die Stadt im Jahr 1882, als auf dem alten Golzheimer Friedhof, welcher zugleich der erste kommunale Friedhof Düsseldorfs war, die zur Verfügung stehenden Begräbnisplätze – nicht zuletzt aufgrund des extremen Bevölkerungswachstums Düsseldorfs Ende des 19. Jahrhunderts – zunehmend knapp wurden. Die Standortwahl fiel auf ein Gelände in der sogenannten Golzheimer Heide zwischen den Landstraßen nach Duisburg und nach Kalkum. Die Lage außerhalb der Stadt erlaubte die Schaffung einer großen Begräbnisstätte mit potentiellen Erweiterungsmöglichkeiten, und auch der vorwiegend sandige Boden eignete sich gut für die Nutzung als Friedhof. Im Zusammenhang mit seiner damaligen Lage erhielt der künftige Friedhof zunächst den Namen „Friedhof hinter dem Tannenwäldchen“.

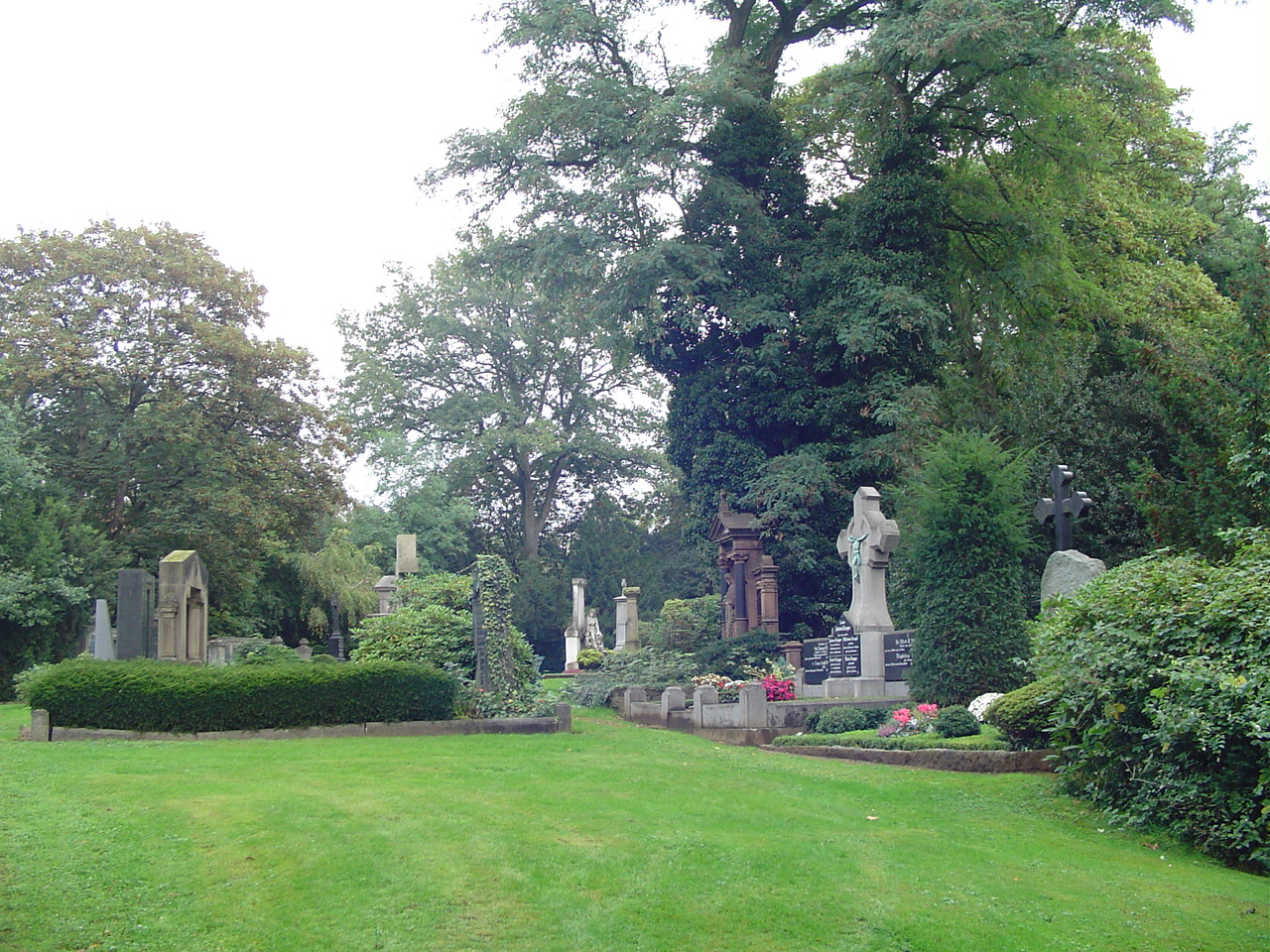
Ansicht des „Millionenhügels“

Am 7. Juli 1882 wurde ein Ideenwettbewerb für die Ausgestaltung des geplanten neuen Friedhofs ausgeschrieben. Von den am Wettbewerb beteiligten Projekten, die von zahlreichen Gartenarchitekten sowohl aus dem In- als auch aus dem Ausland eingereicht wurden, belegte der Entwurf des Berliners Eduard Hoppe den ersten Platz. Sein Plan sah die Errichtung eines parkartigen Friedhofs vor. Dessen Eingangsbereich zeigt französische Gartenstilelemente, andere Teile des Friedhofs wurden nach dem Schema des Englischen Landschaftsgartens konzipiert. Den Mittelpunkt der neuen Begräbnisstätte bildete eine vom Haupteingang aus führende zentrale Nord-Süd-Achse, auf der die Kapelle, die Leichenhalle und das Hochkreuz liegen. Zwischen dem Eingang und der Kapelle wurden große Rasenflächen mit Blumenbeeten angelegt, während die Hauptwege alleenartig mit großzügigen Beständen an unterschiedlichen Baumarten gestaltet wurden. Den Abschluss der Mittelachse bildete eine natürliche Erhebung auf einer Sanddüne, auf deren höchstem Punkt, zugleich dem höchsten Punkt des Friedhofs, das Hochkreuz seinen Platz fand. Da sich diese Erhebung aufgrund ihrer exponierten Lage besonders gut für repräsentative Erbgrabstätten eignete, wurde sie schnell unter der bis heute geläufigen Bezeichnung „Millionenhügel“ bekannt. Insgesamt war Hoppes Konzept eines landschaftlich dominierten Großstadtfriedhofs an Parkfriedhöfe wie der Hamburger Friedhof Ohlsdorf angelehnt – eine zu jener Zeit weitgehend neuartige Friedhofsgestaltung, die sich aber in deutschen Großstädten schnell durchgesetzt hatte.

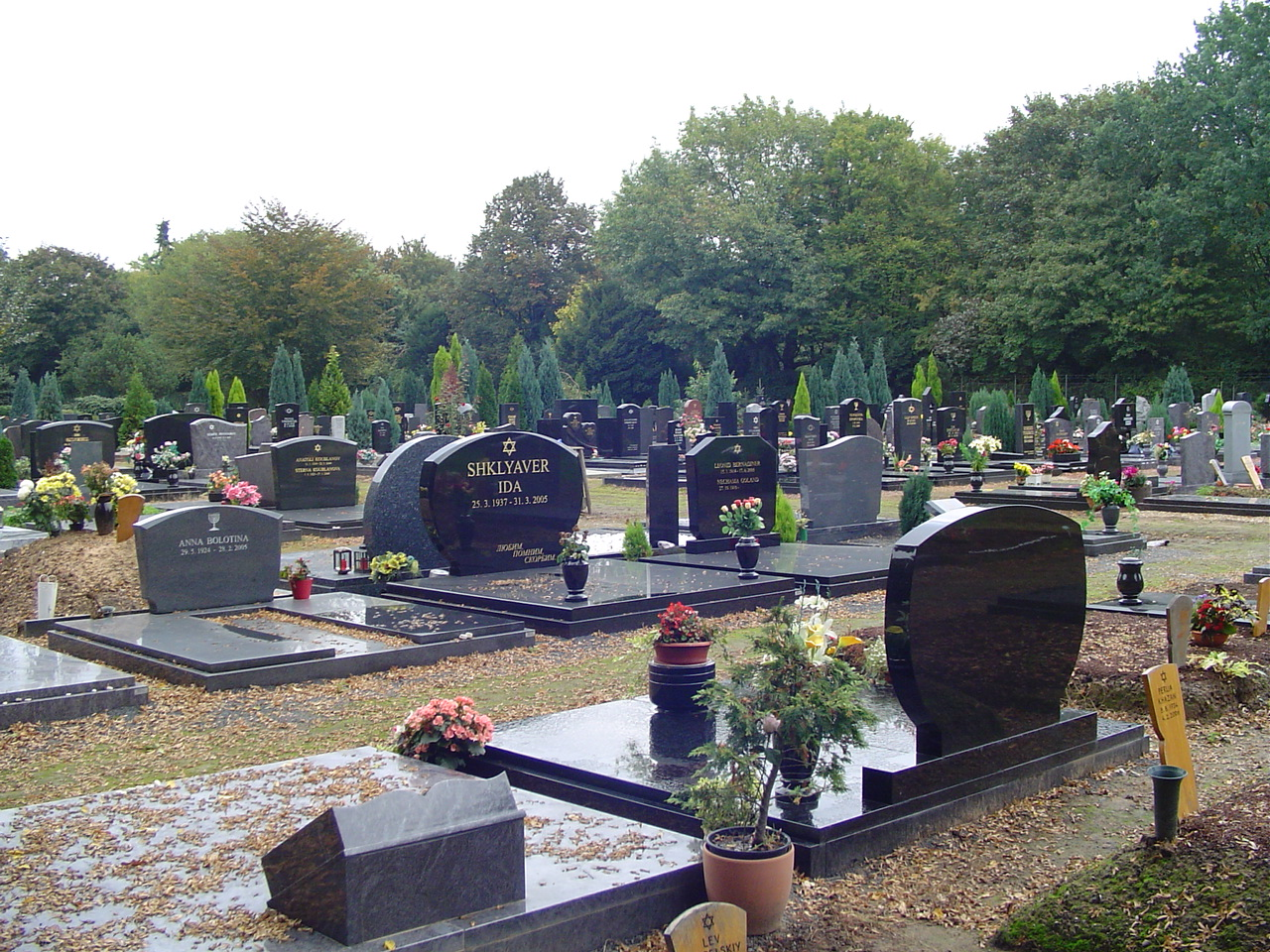
Der jüdische Friedhof

Der neue Friedhof wurde am 1. Mai 1884 seiner Bestimmung übergeben. Im selben Jahr wurde der Golzheimer Friedhof für Neubestattungen geschlossen, noch bis 1897 konnte dort in bestehenden Familiengrabstätten beigesetzt werden. Die neuen Friedhofsgebäude konnten erst im Jahr 1887 fertiggestellt werden; dies waren die im neugotischen Stil errichteten Kapelle und Leichenhalle, beide konzipiert vom Stadtbaumeister Eberhard Westhofen. Im Innern ist die Kapelle mit Wandmalereien von Eduard von Gebhardt ausgestaltet. Ausgeführt wurde das Fresko „Christi Himmelfahrt“ vom Maler Johannes Osten. Auch der Haupteingang wurde ursprünglich im neugotischen Stil gestaltet, später jedoch mehrmals umgebaut, bis er schließlich im Jahr 1936 seine heutige Form erhielt – ein schmiedeeisernes Gitter, begrenzt von einem Verwaltungsgebäude und einer von Reliefs geschmückten Wandelhalle. Das bereits besagte Hochkreuz fand erst 1905 seinen Platz auf dem Nordfriedhof; es wurde dorthin von seinem alten Standort auf dem Golzheimer Friedhof verlegt. Von dort wurden auch zahlreiche Verstorbene (darunter auch bekannte Persönlichkeiten wie Norbert Burgmüller oder Theodor Mintrop) auf den Nordfriedhof umgebettet, da der Golzheimer Friedhof 1905 beim Bau einer Straße in zwei Teile zerschnitten und somit teilweise eingeebnet werden musste.

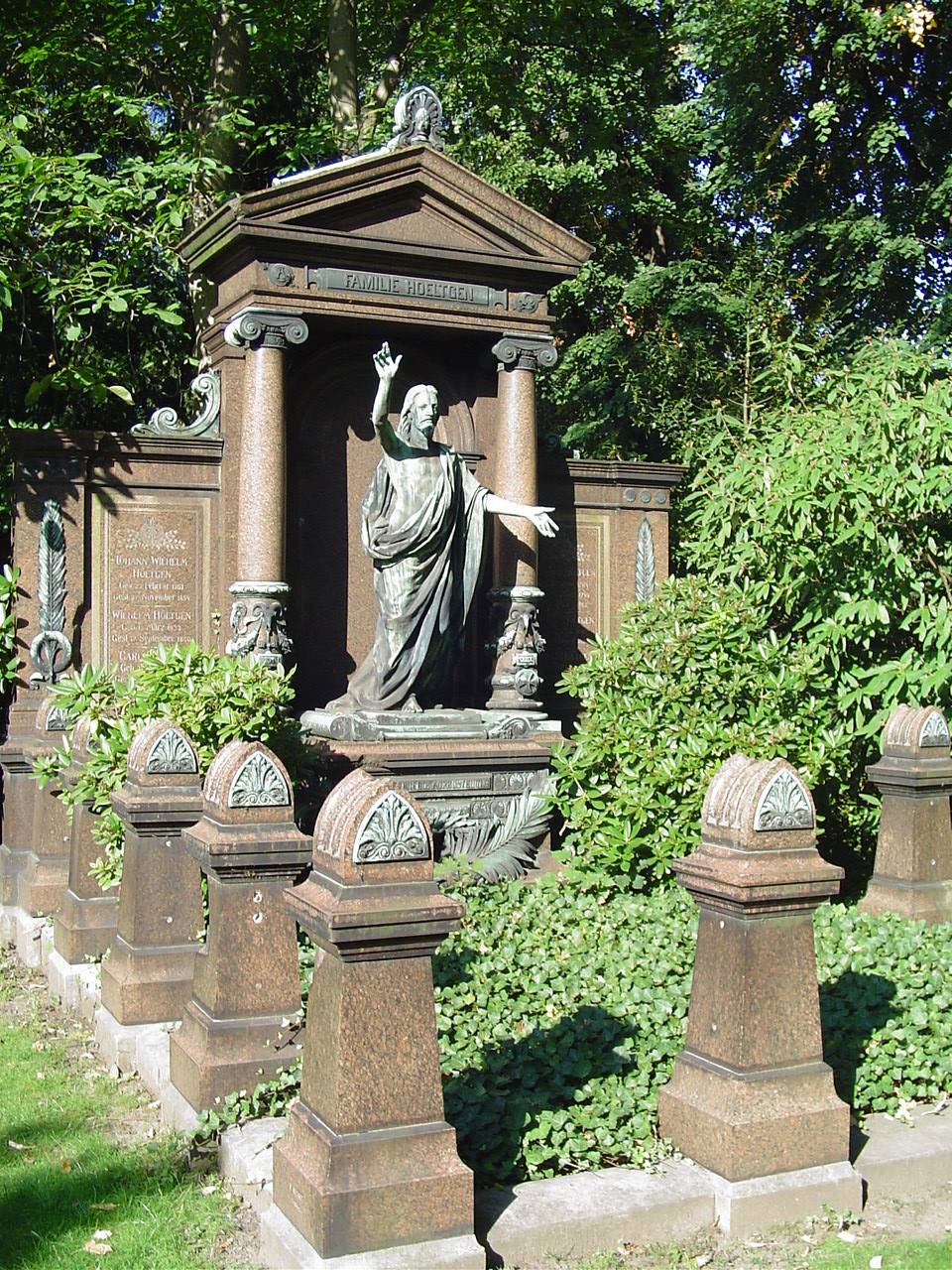
Grabstätte Hoeltgen, entworfen und ausgeführt von Heinrich Stockmann

Die Bedeutung des neuen Friedhofs nahm insbesondere nach der endgültigen Schließung des Golzheimer Friedhofs zu. 1904, nachdem Düsseldorf einen weiteren städtischen Großfriedhof erhielt – den Südfriedhof in Bilk – bekam nun der „Friedhof hinter dem Tannenwäldchen“ seinen heutigen Namen „Nordfriedhof“. Bereits 1908 erfolgte eine erste Erweiterung des Friedhofsgeländes, bei der man erstmals von der ursprünglichen Hoppeschen landschaftlichen Gestaltung abwich und stattdessen eine streng geometrische Aufteilung des Geländes durchführte – eine Vorgehensweise, die auch bei den späteren Erweiterungen praktiziert wurde. 1922 entstand auf einem Erweiterungsgelände im östlichen Teil des Friedhofs nahe der Ulmenstraße der jüdische Friedhof, den die jüdische Gemeinde nach der Vollbelegung ihrer alten Begräbnisstätte an der Ulmenstraße errichten ließ. Zuletzt wurde der Nordfriedhof in den Jahren 1955 bis 1960 erweitert. Auch wenn damit das Erweiterungspotenzial nun endgültig ausgeschöpft wurde, besteht bis heute kein Platzmangel auf dem Nordfriedhof, was – wie auch anderswo in Deutschland – mit stagnierenden oder sinkenden Einwohnerzahlen, der Verkürzung der Ruhezeiten für Gräber sowie mit zunehmendem Anteil an platzsparenden Urnenbestattungen zusammenhängt. In jüngster Zeit hat sich auch hier – ähnlich wie auf Kölner Friedhöfen wie dem Melaten – ein Patenschaftssystem etabliert, das jedermann die Möglichkeit gibt, ein altes, denkmalgeschütztes Grabmal, das sonst vom Verfall bedroht wäre, zu restaurieren und zu pflegen und im Gegenzug ein Nutzungsrecht dafür zu erhalten.

## Einige sehenswerte Denkmäler

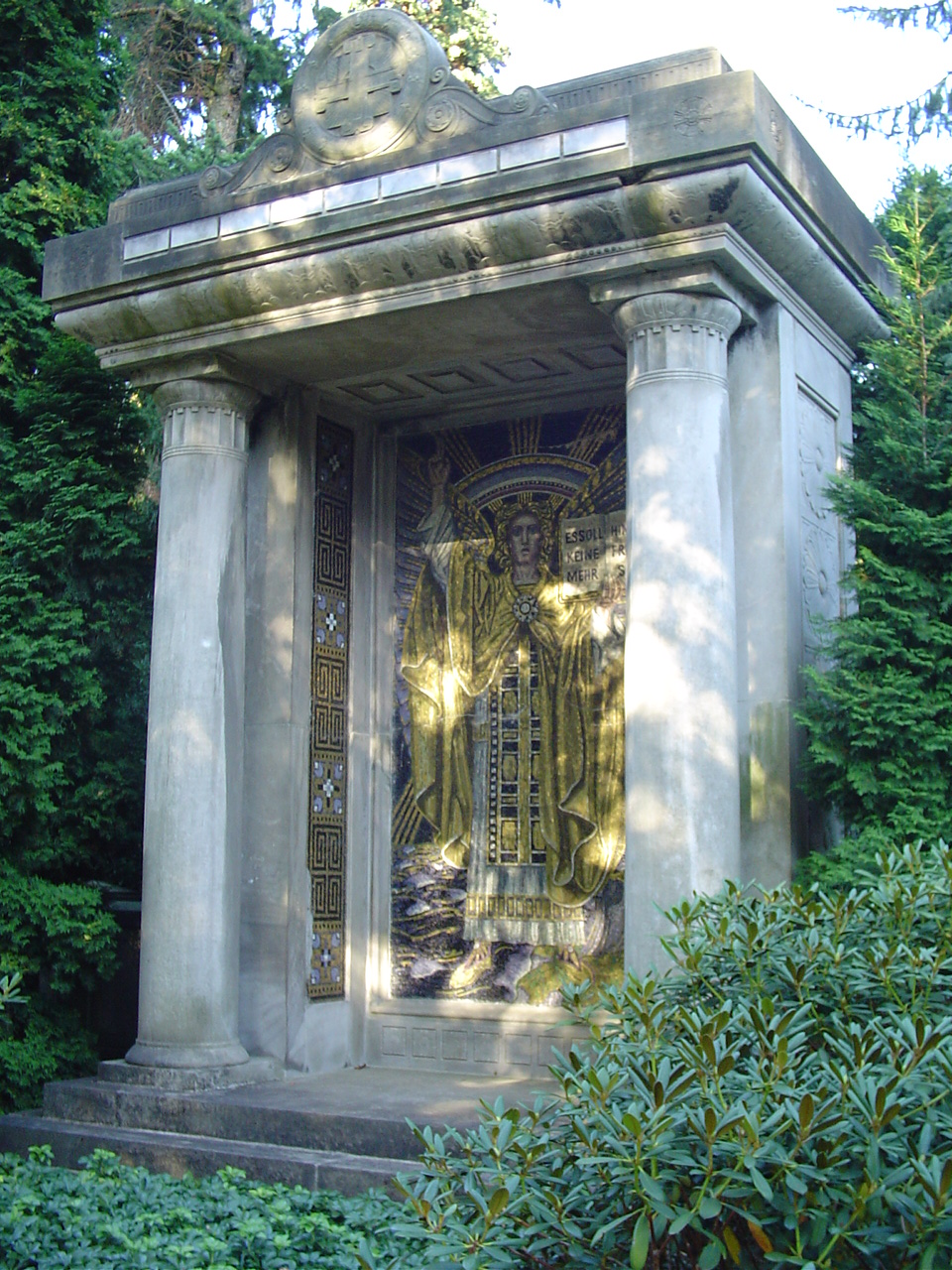
Tempelbau der Familie Hilden-Eyckeler. Eingang zum Gruftkeller mit Mosaik von Wilhelm Döringer. die Grabstätte wurde von Robert Gustav Zapp (1928–1999) übernommen.

Wie bereits erwähnt, beherbergt vor allem der 21 Hektar große alte Friedhofsteil, seinerzeit von Eduard Hoppe gestaltet, besonders viele prunkvolle und ungewöhnliche Grabstätten. Eine Vielzahl repräsentativer Gräber liegt in den Feldern 61 bis 64 auf dem bereits besagten Millionenhügel sowie rund um die Kapelle in der Nähe des Haupteingangs. Auffallend ist hier insbesondere die hohe Anzahl der Grabstätten von Industriellenfamilien, was die herausragende Bedeutung Düsseldorfs als Wirtschaftsmetropole der Gründerzeit unterstreicht. Viele der hier bestatteten Großindustriellen werden, neben anderen bekannten Persönlichkeiten, weiter unten im Abschnitt „Gräber bekannter und prominenter Personen“ aufgelistet. Des Weiteren beinhaltet der Abschnitt „Bekannte Gestalter der Grabmäler auf dem Nordfriedhof“ eine Auflistung der bekanntesten Künstler, die an der Gestaltung eines oder mehrerer Grabbauwerke des Nordfriedhofs mitgewirkt hatten. Im Folgenden soll nur eine Auswahl besonders markanter Denkmäler auf dem Friedhof angesprochen werden.
Gleich links vor der Kapelle und in unmittelbarer Nähe des Haupteingangs befindet sich die vermutlich älteste Grabstätte des Nordfriedhofs, – das Familiengrab Hoeltgen, hierher vom Golzheimer Friedhof gleich nach Eröffnung des Nordfriedhofs umgebettet. Den Mittelpunkt bildet hier die bronzene Skulptur einer männlichen Gestalt, die einladend vor dem Tor einer tempelartigen Anlage, dem angedeuteten Eingang in die Ewigkeit, steht. In der Nähe hiervon, ebenfalls linker Hand vor der Kapelle, fällt das Denkmal für den Industriellen Piedbœuf auf. Der hoch aufragende Sockel mit einem Kreuz an der Spitze wurde vom Bildhauer Gustav Rutz geschaffen, der hierbei auch barocke Stilelemente verwendet hat.

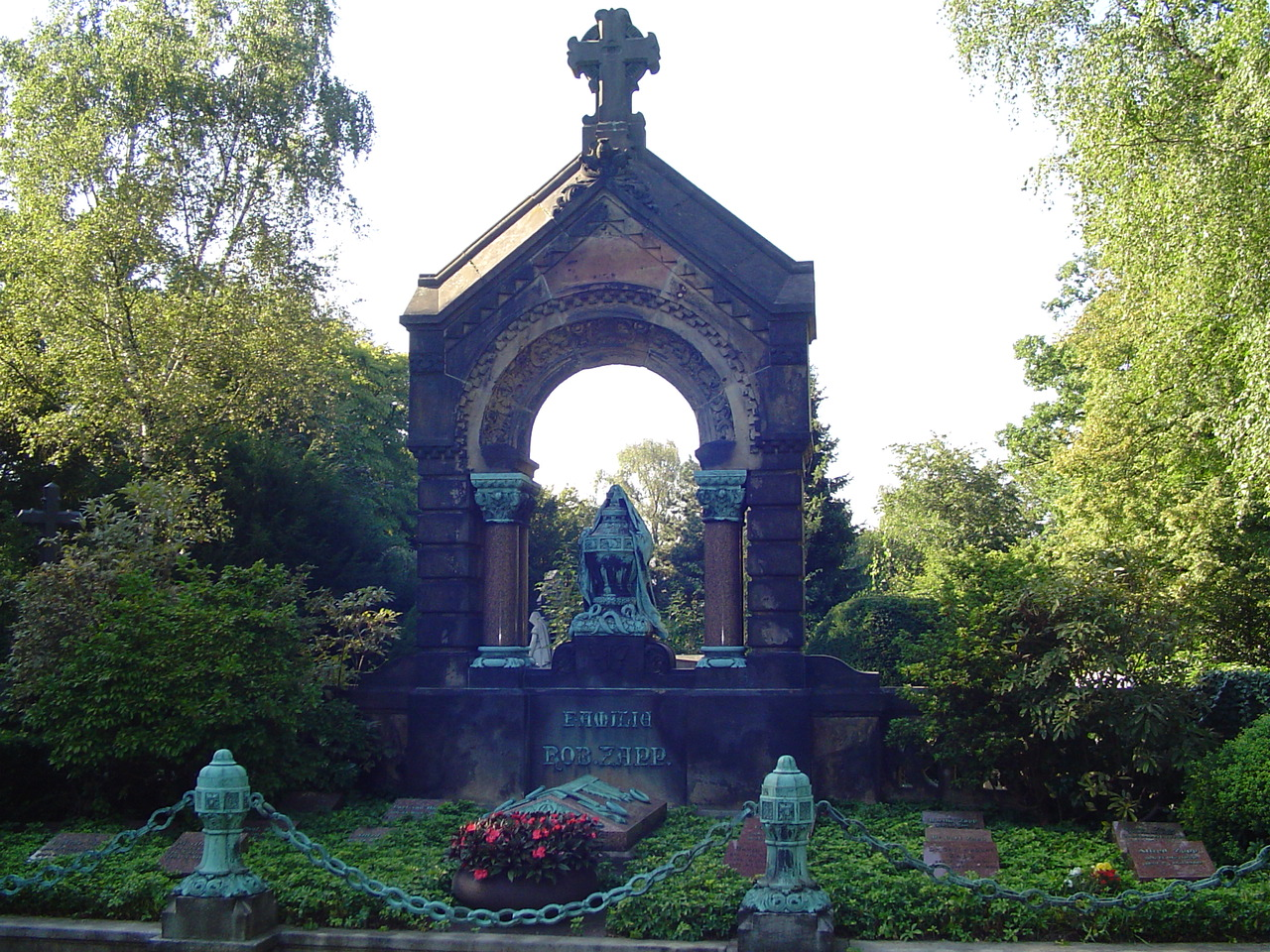
Grabstätte Robert Zapp (2006)

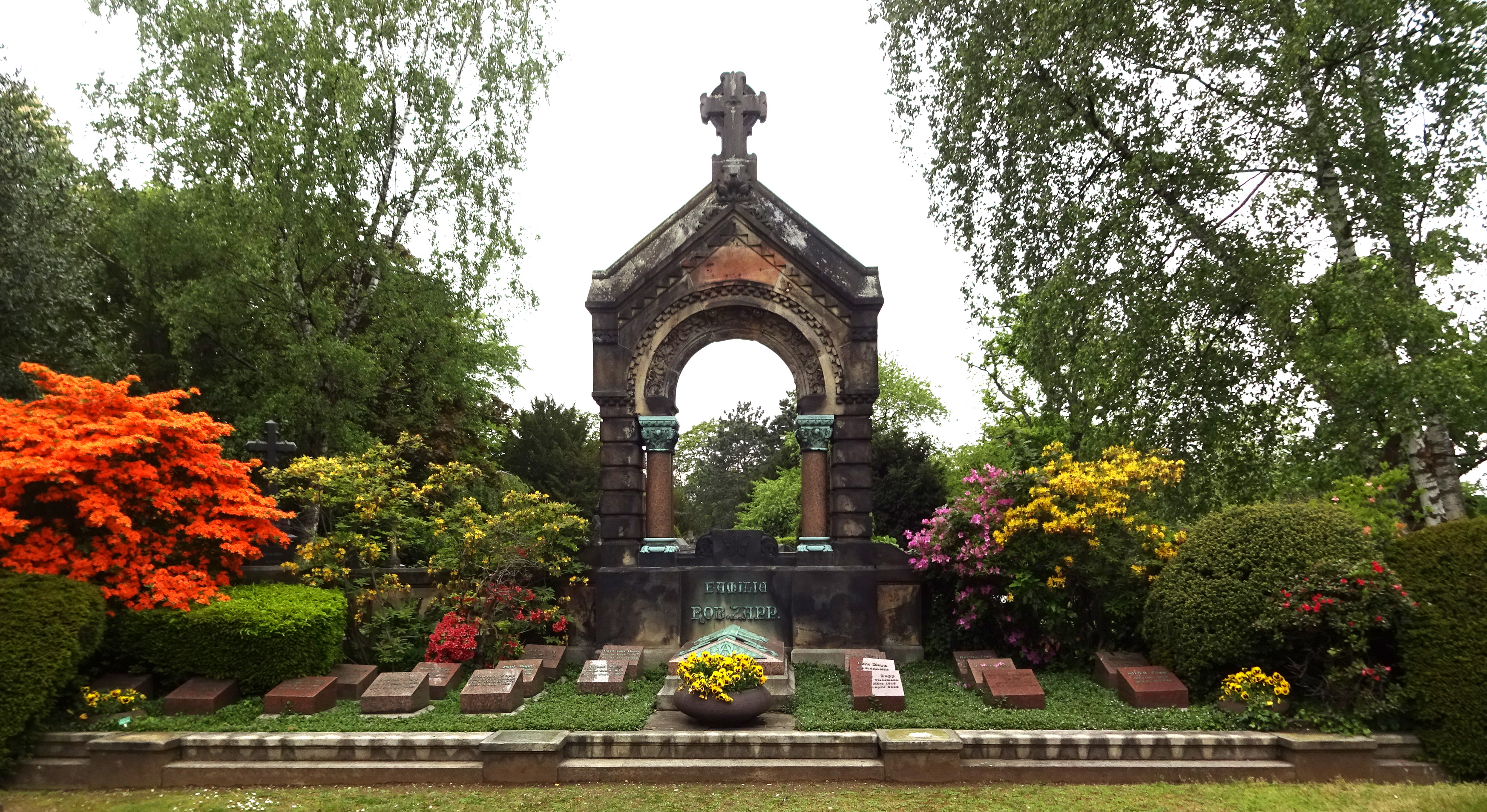
Grabstätte Robert Zapp (2019)

Im benachbarten Feld 6 findet sich die Grabstätte der Familien Breininger und Preuss, die durch eine trauernde Frauengestalt in fließenden Gewändern auffällt. Weiter nördlich im Feld 15 findet man eine weitere Grabstätte mit trauernder Frauengestalt, das ist das Grab eines Josef Rankers. Die Besonderheit an diesem Grabmal ist, dass die besagte Frauenskulptur im Zweiten Weltkrieg während eines Artilleriebeschusses beschädigt wurde, was man noch heute an einigen Einschusslöchern in der Skulptur erkennt.
Eines der aufwändigsten Gräber des Nordfriedhofs ist die auf dem Millionenhügel stehende Familiengrabstätte des Industriellen Robert Zapp, die nicht nur mehrere architektonische Stilelemente gleichzeitig, sondern auch christlich geprägte Symbole mit antiker Mythologie in sich vereinigt. Das, ehemalig von einer schweren Kette umgebene, giebelförmige Monument weist in der Mitte einen säulengestützten Torbogen auf, in dem eine bronzene Urne auf einem Lorbeerkranz stand; dort sah man auch eine stilisierte Schlange, die sich in den Schwanz beißt, was als Zeichen für die unendliche Wiederkehr des Lebens gilt. An der Giebelspitze steht ein Kreuz mit Strahlenkranz und einem Bündel von Mohnkapseln am Fuß. Letzteres ist eine Anlehnung an die als Zeichen des ewigen Schlafes bekannte antike Darstellung. Vor dem Monument ist ein stilisierter steinerner Sarkophag platziert. Der Entwurf für das Grabmal stammt von dem Architekten Ernst Roeting.

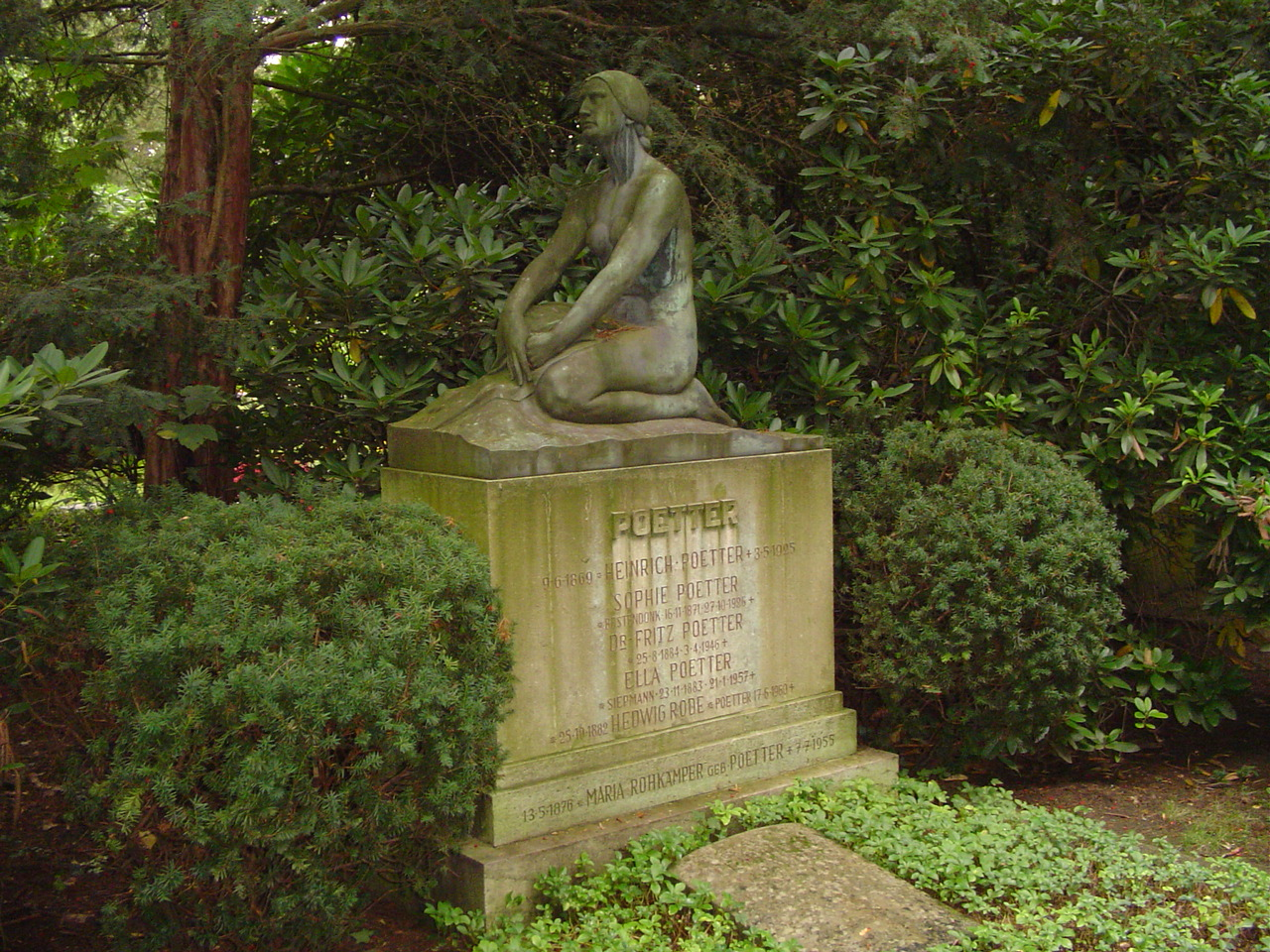
Grabstätte Poetter

In unmittelbarer Nähe ist das Grab der Industriellenfamilie Haniel und der verwandten Künstlerfamilie Oeder markant. Es ist ein Obelisk aus poliertem Granit und das wohl höchste Grabmal auf dem Millionenhügel, geschaffen vom Architekten Gottfried Wehling. An einem anderen Ende des Hügels, im Feld 72, steht die Grabstätte des Industriellen Reinhold Lupp, ein Wandgrab aus schwarzem poliertem Granit mit einer Nische in der Mitte, in der eine Christus-Figur steht. Die ebenfalls auf dem Millionenhügel zu findenden Grabstätten der bekannten Unternehmer Rudolf von Bennigsen-Foerder, Ferdinand Heye und Heinrich Lueg sind freilich für ihre repräsentative Lage vergleichsweise schlicht gehalten. Die Grabstätte der Industriellenfamilie Henkel, in der allerdings schon seit Jahrzehnten keine weiteren Familienmitglieder bestattet werden, findet man – für den Nordfriedhof völlig untypisch – nicht auf dem Millionenhügel, sondern etwas weiter abseits, im Feld 75. Hierbei handelt es sich um eine optisch überragende Grabstätte, bestehend aus einem tempelähnlichen, mit einer Glaskuppel versehenen offenen Bauwerk, und einer sitzenden Frauengestalt aus weißem Marmor in seinem Inneren. Der Tempel wurde vom Architekten Walter Furthmann erbaut, die Frauenfigur ist ein Spätwerk des Bildhauers Karl Janssen, Schwiegervater von Hugo Henkel.

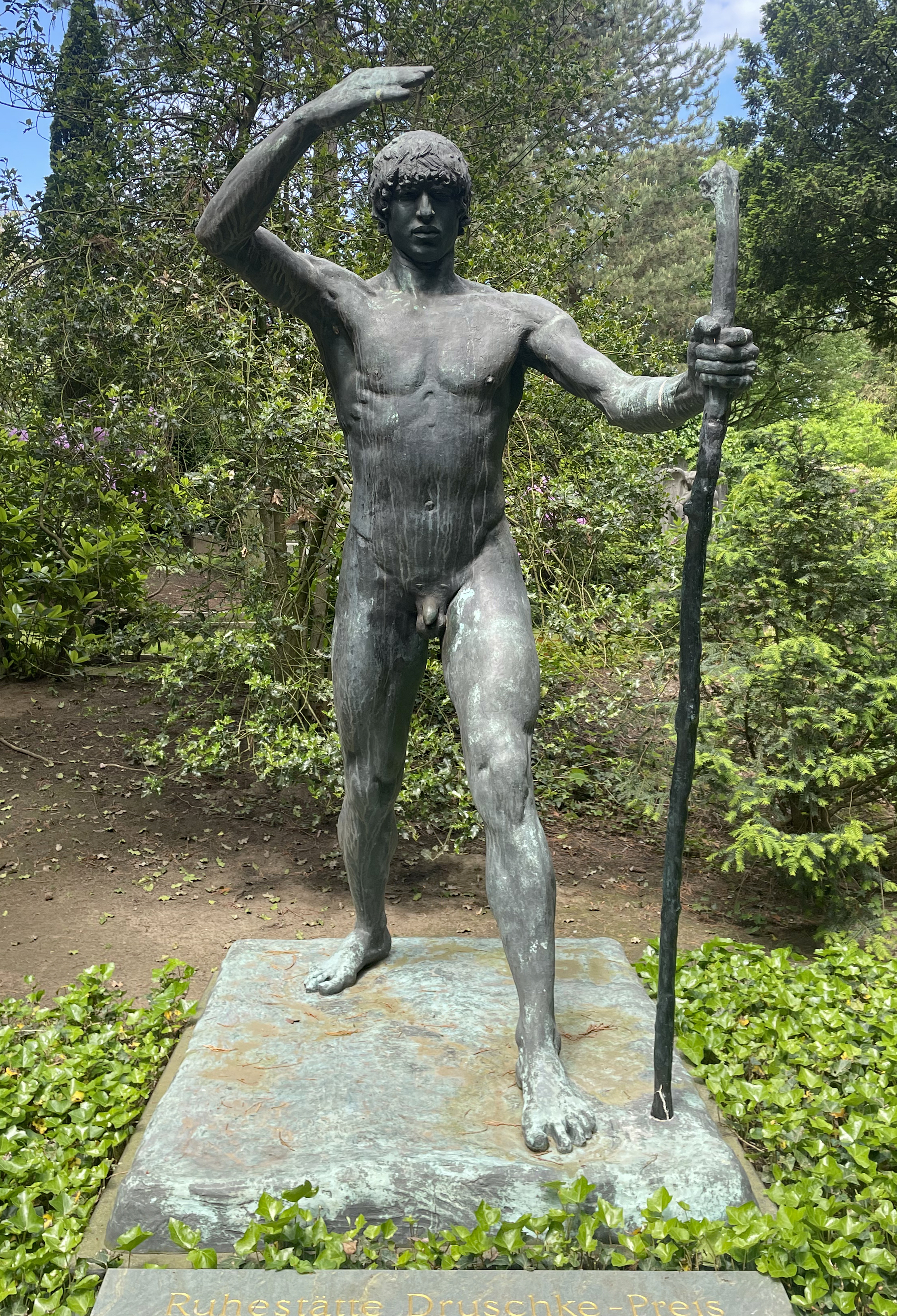
Grabstätte Preis (2024)

Am nördlichen Fuß des Millionenhügels, an einer Allee im Feld 73, sieht man fast nebeneinander zwei Grabmalsskulpturen, die durch antikisierende Nacktheit auffallen. Dies ist zum einen die vom Bildhauer August Bauer geschaffene, erotisch anmutende Grabstelle Poetter mit einer sitzenden nackten Frauengestalt oben auf dem Sockel, und zum anderen der weit ausschreitende bronzene Jüngling mit Wanderstab, ein Werk des Franzosen Paul Landowski, das die Grabstätte der Familie Preis prägt.

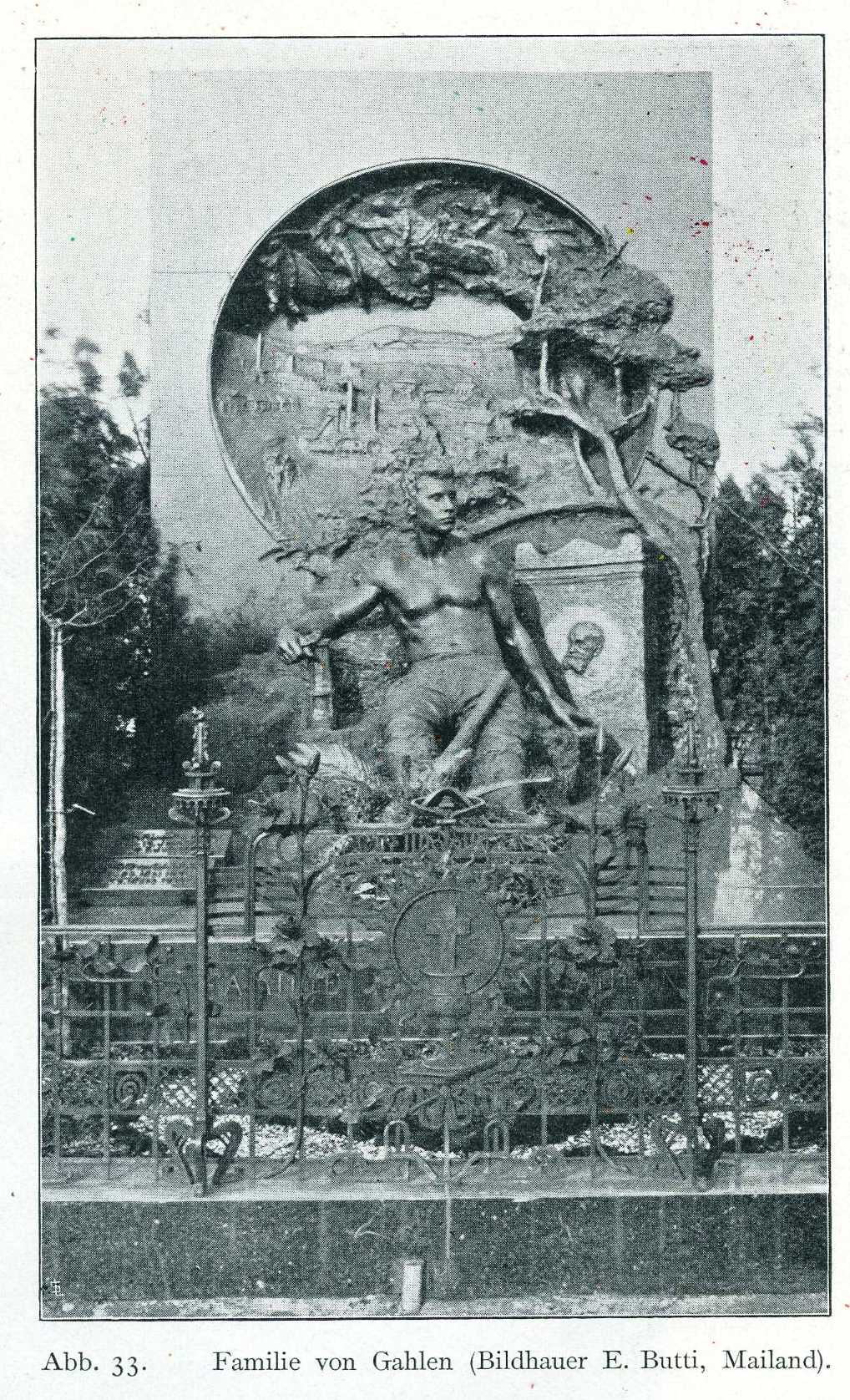
Ehem. Grabmal von Gahlen (1904)

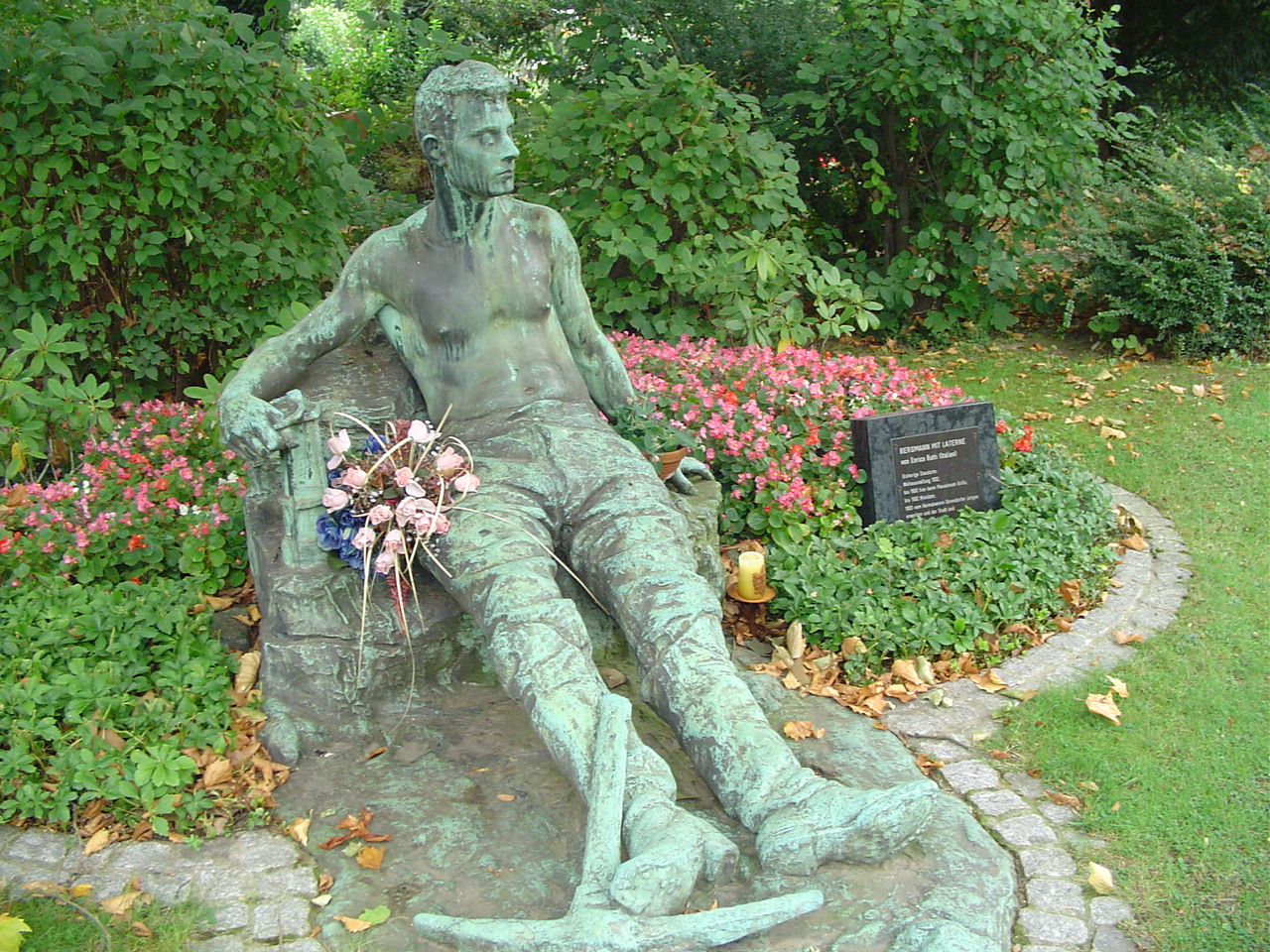
Ehem. Grabmal von Gahlen (2006)

Auch in der weiteren Umgebung des Millionenhügels lassen sich vereinzelt sehenswerte Bauwerke ausfindig machen. Eins davon ist der „Bergmann mit Laterne“, der im Feld 85 sichtbar an einer Wegekreuzung aufgestellt ist. Hierbei handelt es sich um eine 1902 angefertigte bronzene Skulptur nach einem 1888 entstandenen und mehrfach mit Preisen ausgezeichneten Original des italienischen Bildhauers Enrico Butti. Die Skulptur sollte die starke Bindung Düsseldorfs zum Ruhrgebiet samt seiner Bergbauindustrie zum Ausdruck bringen. Sie zeigt einen halb liegenden Bergmann mit einer Hacke zu seinen Füßen, in der rechten Hand eine Laterne haltend. Diese Skulptur war ursprünglich ein Teil des Grabmals der Familie von Gahlen, später schmückte sie eines der Gräber der Industriellenfamilie Grillo. Nachdem Anfang der 1960er Jahre die Nutzungsrechte für dieses Grab abliefen und nicht mehr erneuert wurden, stellte der Architekt Wilhelm Dommel die Skulptur in dem von ihm gestalteten Freizeitpark „Minidomm“ auf. Nach der Auflösung dieses Parks Anfang der 1990er Jahre setzte sich der Heimatverein Derendorfer Jonges für die Wiederaufstellung der Skulptur auf dem Nordfriedhof ein, woraufhin sie schließlich im Jahr 1994 ihren heutigen Standort erhielt.
Eine bemerkenswerte Episode aus der Geschichte Düsseldorfs und des Nordfriedhofs erzählt im Feld 72 das Grab des Diplomaten Ernst Eduard vom Rath, der am 9. November 1938 einem Attentat von Herschel Grynszpan zum Opfer gefallen war. Sein Tod lieferte den nationalsozialistischen Machthabern einen willkommenen Anlass für die unverzüglich anschließende Reichspogromnacht. Die Beerdigung vom Raths am 12. November 1938, zu der auch Hitler nach Düsseldorf kam, wurde damals mit einem von der NS-Propaganda inszenierten, feierlichen Leichenzug vom Hauptbahnhof durch die Innenstadt bis zum Nordfriedhof eingeleitet, wobei sich der kurz zuvor umgebaute Eingangsbereich gut als Aufmarschfläche nutzen ließ.
Wie auch auf vielen anderen Friedhöfen deutscher Großstädte, fanden auf dem Düsseldorfer Nordfriedhof zahlreiche Kriegsopfer ihre letzte Ruhestätte. Nahe dem Hochkreuz auf dem Millionenhügel steht ein Denkmal für 157 Düsseldorfer, die im Deutsch-Französischen Krieg von 1870/1871 gefallen sind, so wie ein Denkmal an die toten Kriegsgefangenen der französischen Soldaten dieses Krieges. Diese standen ursprünglich auf dem Golzheimer Friedhof und wurden, zusammen mit dem Hochkreuz, im Jahr 1905 auf den Nordfriedhof übertragen. Im Feld 118 befindet sich eine Gemeinschaftsgrabanlage für 1179 Gefallene und zivile Opfer des Ersten Weltkriegs mit dem städtischen Kriegerdenkmal von Architekt Hermann Goerke und Bildhauer Hermann Nolte, während das Gemeinschaftsgrab für über 4000 Opfer des Zweiten Weltkriegs, ergänzt durch ein Mahnmal des Bildhauers Jupp Rübsam aus dem Jahr 1958, im nordwestlichen Teil des Friedhofs, in den Feldern 111 und 112, zu finden ist. Von seinem Sohn Peter Rübsam stammt der im April 1995 im Feld 70 aufgestellte Gedenkstein für Aloys Odenthal und zehn weitere Widerstandskämpfer, von denen fünf noch in Nacht vor dem Einmarsch der US-amerikanischen Truppen in Düsseldorf, dem 17. April 1945, standrechtlich erschossen wurden. Vier Widerstandskämpfer (Franz Jürgens, Karl Kleppe, Joseph Knab und Hermann Weill) wurden in dieser Grabstätte, die als Ehrengrab ausgewiesen ist, beigesetzt.

## Gräber bekannter und prominenter Personen

### Nordfriedhof A–G

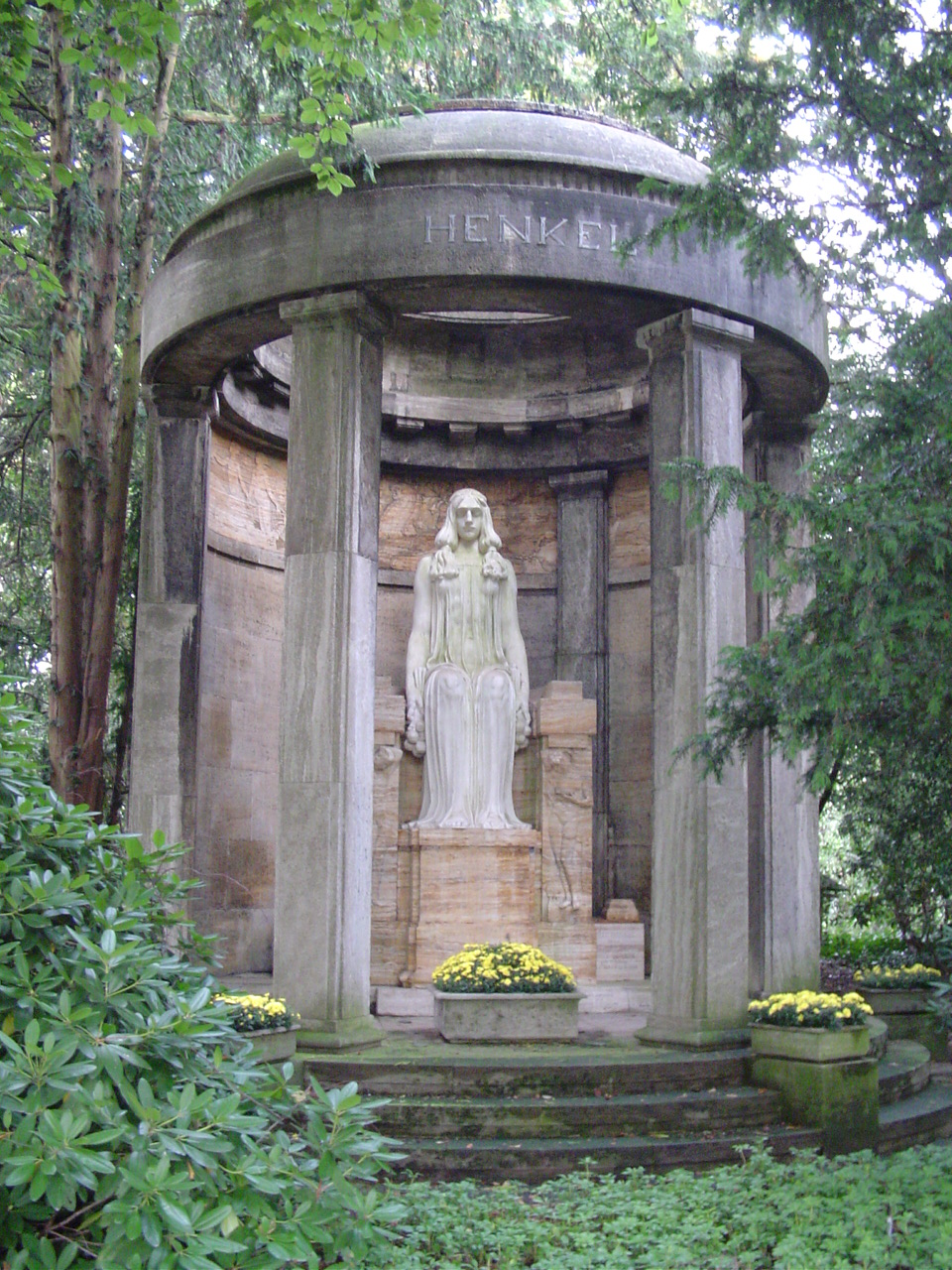
Familiengrab Henkel

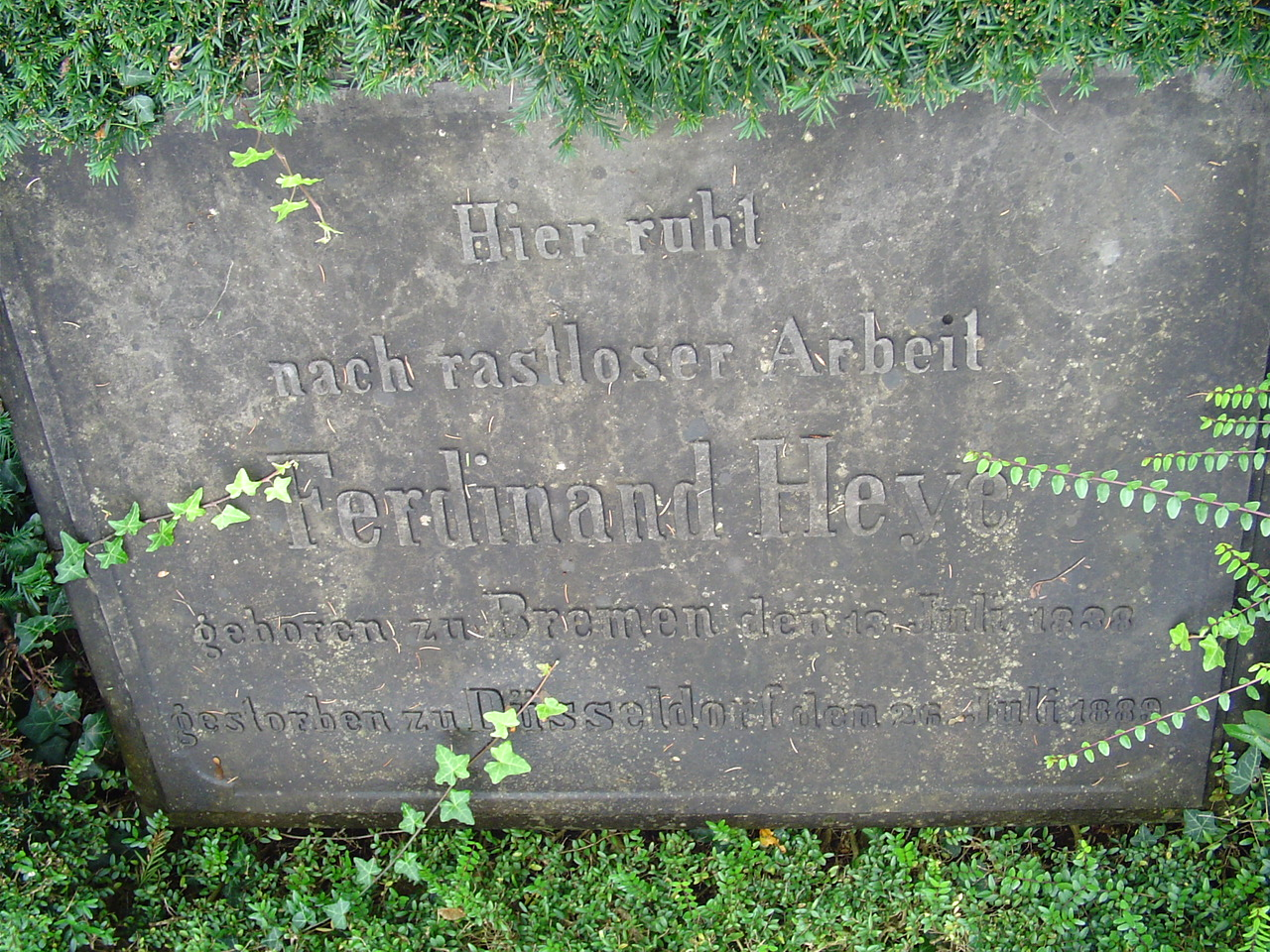
Grab von Ferdinand Heye

- Andreas Achenbach (1815–1910), Maler, Ehrenbürger (Feld 50, Nr. 5 a–d)
- Oswald Achenbach (1827–1905), Maler, Ehrenbürger (Feld 27, Nr. 10 a–d)
- Oskar Aders (1831–1889), Landgerichtsdirektor (Feld 62, Nr. 32c 1–4)
- Rudolf Amelunxen (1888–1969), erster Ministerpräsident Nordrhein-Westfalens (Feld 15, Nr. 124–125)
- Rudolf Arnold (1889–1976), Bierbrauer (Feld 74)
- Wolfgang Arps (1926–2001), Schauspieler (Feld 64)
- Anders Askevold (1834–1900), norwegischer Landschafts- und Tiermaler der Düsseldorfer Malerschule
- August Bagel (1838–1916), Verleger (Feld 62)
- Albert Baur der Ältere (1835–1906), Historienmaler der Düsseldorfer Schule
- Albert Baur der Jüngere (1867–1959), Maler der Düsseldorfer Schule
- Kurt Baurichter (1902–1974), Regierungspräsident in Düsseldorf (Feld 15)
- Willi Becker (1918–1977), Oberbürgermeister von Düsseldorf (Feld 26, Nr. 16–17)
- Lida (1821–1895) und Eduard Bendemann (1811–1889), Maler (Feld 16, Nr. 3515/16)
- Rudolf von Bennigsen-Foerder (1926–1989), Manager (Feld 62)
- Richard Bloos (1878–1957), Maler (Feld 29)
- Hans Bluhm (1891–1958), Ingenieur und Vorsitzender des Vereins Deutscher Ingenieure (VDI)
- Rolf Bossi (1923–2015), Rechtsanwalt
- Arno Breker (1900–1991), Bildhauer (Feld 58)
- Klaus Bungert (1926–2006), Oberbürgermeister in Düsseldorf (Feld 71, Nr. 1–2)
- Norbert Burgmüller (1810–1836), Komponist (Feld 75, Nr. 40892–3)
- Wolfgang Döring (1919–1963), FDP-Politiker (Feld 26)
- Louise Dumont-Lindemann (1862–1932), Theaterleiterin (Feld 27, Nr. 1–2)
- Hermann vom Endt (1861–1939), Architekt (Feld 63)
- Walter von Engelhardt (1864–1940), Landschaftsarchitekt (Feld 71)
- Joachim Erwin (1949–2008), Oberbürgermeister von Düsseldorf (Feld 71, Nr. 1a–b)
- Johanna „Mutter“ Ey (1864–1947), Galeristin (Feld 26, Nr. 12–13)
- Ria Falk (1922–1986), Eiskunstläuferin (Feld 71)
- Ferdinand Fagerlin (1825–1907), schwedisch-deutscher Maler
- Heinrich Ferber (1832–1895), Historiker (Feld 71, Nr. 27392–3)
- Hermann August Flender (1839–1882), Industrieller (Flender-Werke) (Feld 74)
- Theodor Francken (1862–1906), Verleger (Feld 25)
- Hanns Friedrichs  (1928–2012) Modeschöpfer, Künstler
- Joseph von Fuchsius (1793–1854), Oberbürgermeister von Düsseldorf (Feld 29)
- Eduard von Gebhardt (1838–1925), Maler, Ehrenbürger (Feld 62, Nr. 46 1–4)
- Karl Geusen (1859–1926), Stadtbaurat und Beigeordneter (Bürgermeister) der Stadt Düsseldorf (Feld 26, Nr. 10–11)
- Paul Girardet, Verleger (Feld 71)
- Ernst Gnoß (1900–1949), SPD-Politiker (Feld 95)
- Gotthard Graubner (1930–2013), Maler
- Cornelius Gurlitt (1932–2014), Kunstsammler (Feld 56)
- Hildebrand Gurlitt (1895–1956), Kunsthändler (Feld 56)

### Nordfriedhof H–O

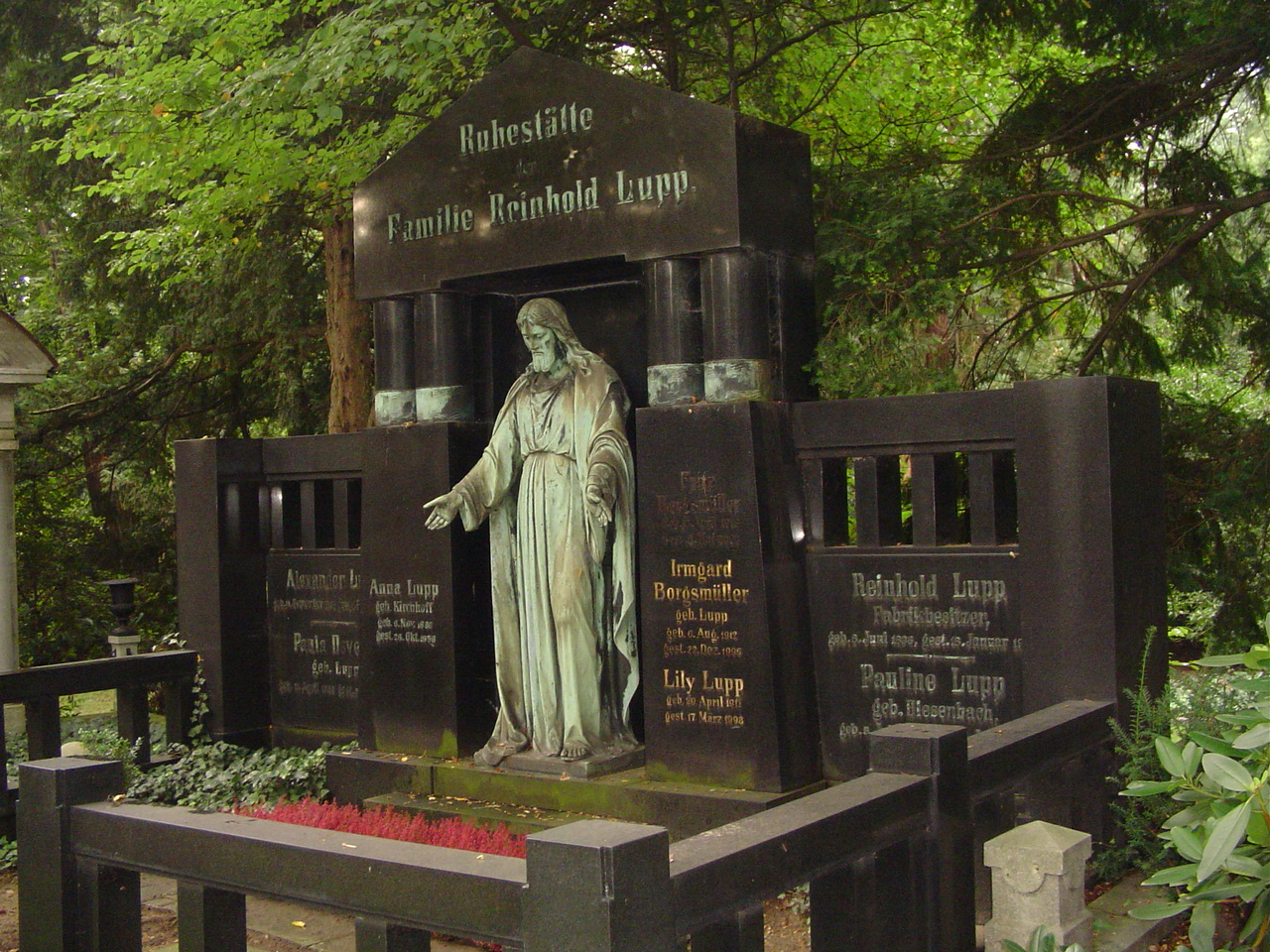
Grab von Reinhold Lupp (2006)

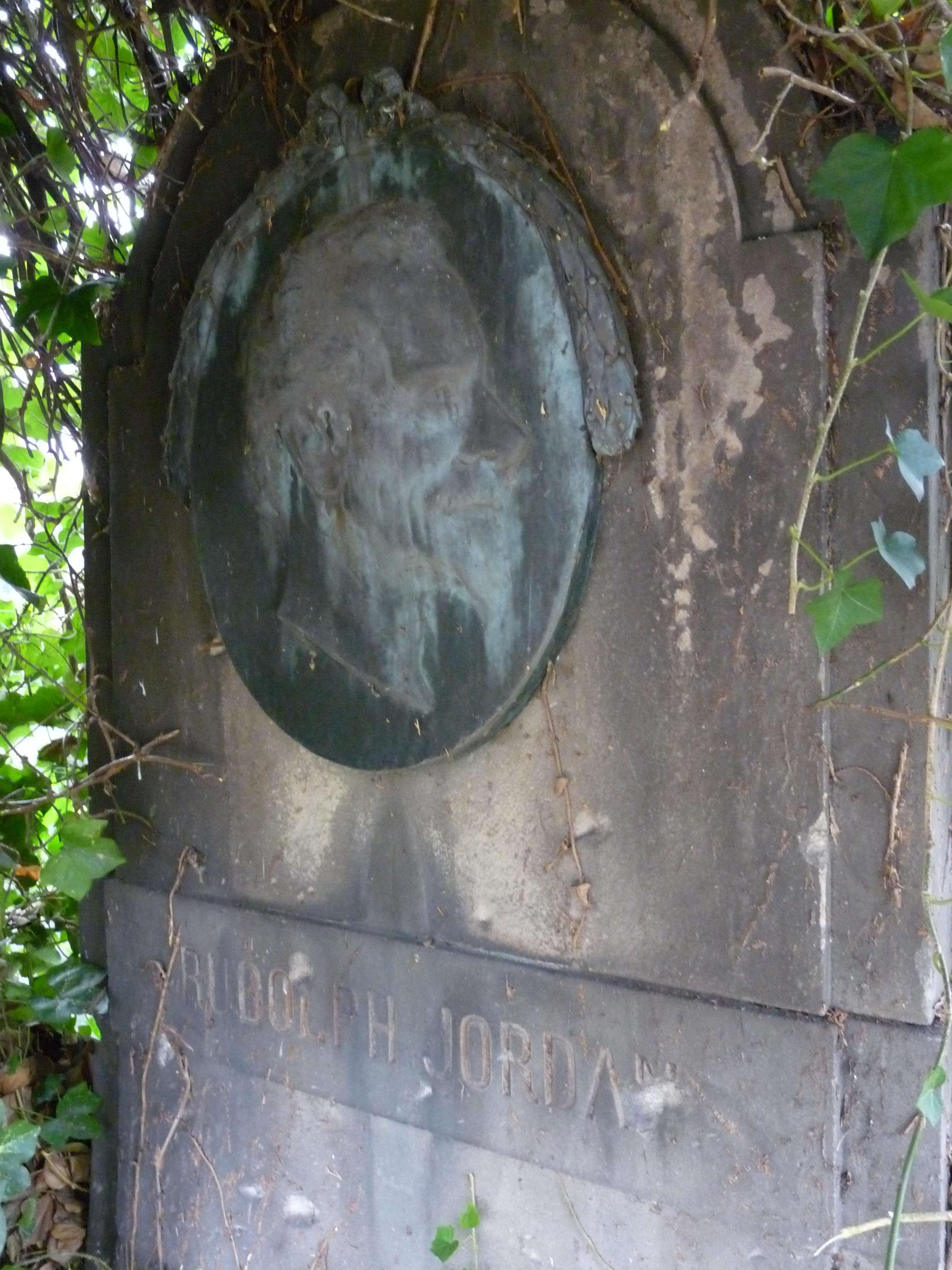
Grabstätte Rudolph Jordan

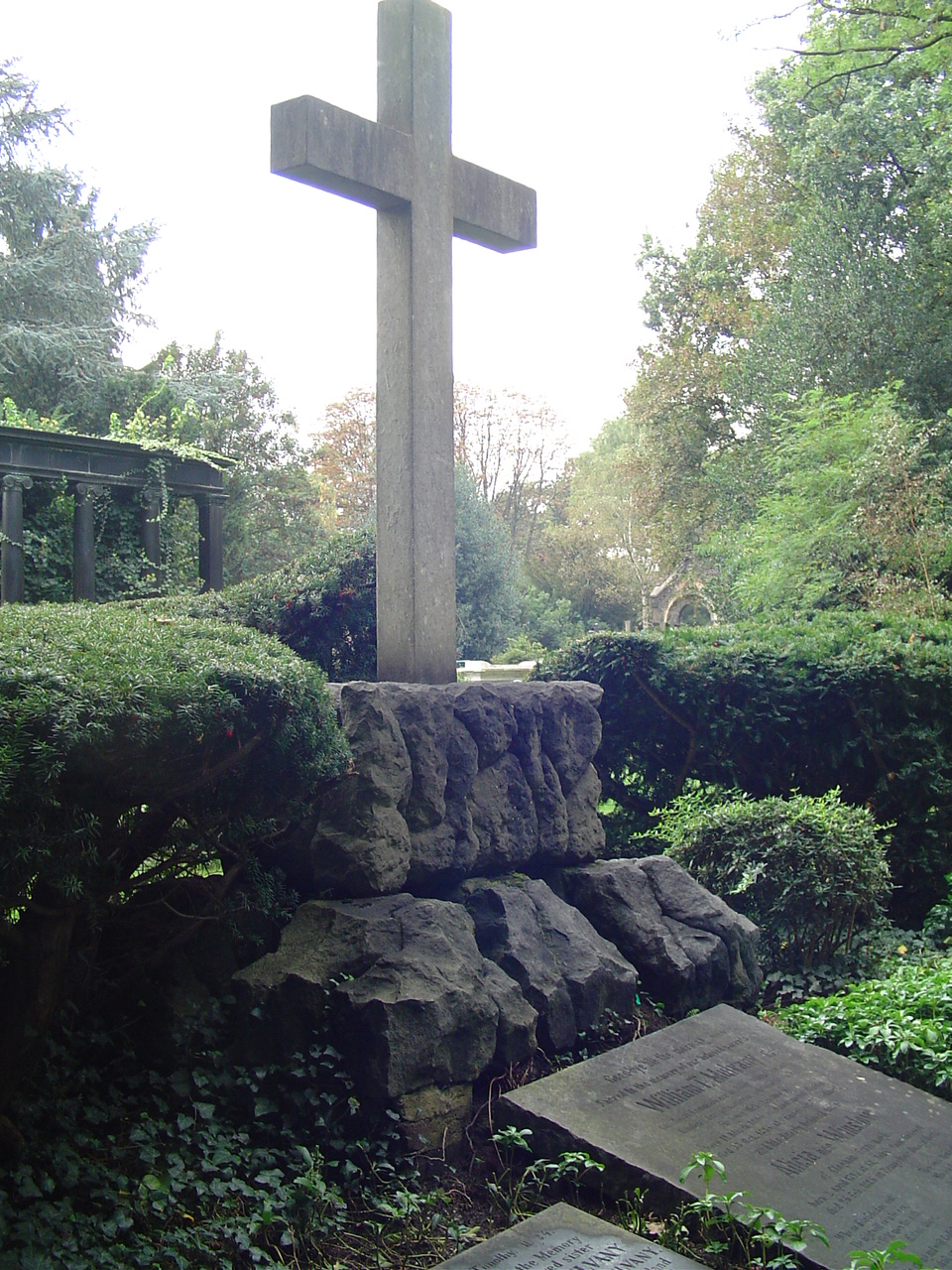
Grab von William Thomas Mulvany

- Franz Haniel junior (1842–1916), Industrieller, Enkel des Unternehmensgründers Franz Haniel (Feld 62)
- Heinrich Held (1897–1957), Theologe (Feld 56e)
- Friedrich Karl Henkel (1848–1930), Industrieller (Feld 75)
- Helmut Hentrich (1905–2001), Architekt, Ehrenbürger (Feld 25, Nr. 25a–25b)
- Wilhelm Herchenbach (1818–1889), Schriftsteller (Feld 28)
- Anatol Herzfeld (1931–2019), Bildhauer (Feld 16)
- Laurenz Hetjens (1830–1906), Forscher, Kunstsammler und Stifter (Feld 56e, Nr. 34907)
- Werner Heuser (1880–1964), Maler (Feld 70)
- Ferdinand Heye (1838–1889), Industrieller (Feld 62)
- Reinhard Heynen, Kaufmann (Feld 73)
- Eugene Holmes (1934–2007), Opernsänger (Feld 50)
- Carl Irmer (1834–1900), Maler (Feld 72)
- Georg Arnold Jacobi (1768–1845), großherzoglich bergischer Staatsrat, königlich preußischer Geheimer Regierungsrat (Feld 72U, Nr. 23–24 47–48)
- Rudolf Jordan (1810–1887), Maler (Feld 8)
- Carl Jungheim (1830–1886), Maler (Feld 10)
- Franz Jürgens (1895–1945), Widerstandskämpfer (Feld 70, Nr. 144)
- Paul Kauhausen (1898–1957), Direktor des Stadtarchivs (Feld 16)
- Josef Kleesattel (1852–1926), Architekt (Feld 48, Nr. 12009–10)
- Karl Kleppe (1889–1945), Widerstandskämpfer (Feld 70, Nr. 143)
- Joseph Knab (1894–1945), Widerstandskämpfer (Feld 70, Nr. 141)
- Gerda Kratz (1926–2011), Bildhauerin (Feld 17)
- Max Kratz (1921–2000), Bildhauer (Feld 17)
- Christian Kröner  (1838–1911), Maler
- Magda Kröner (1854–1935), Malerin
- Peter Kuhlen (1899–1986), Geistlicher
- Friedrich Lau (1867–1947), Historiker, Staatsarchivrat (Feld 72, Nr. 7–8)
- Hugo Lenzberg (1860–1932), Senatspräsident am Oberlandesgericht (Feld 68)
- Helmuth Liesegang (1858–1945), Maler (Feld 27, Nr. 119)
- Gustav Lindemann (1872–1960), Theaterleiter (Feld 27, Nr. 1–2)
- Theodor Löbbecke (1821–1901), Forscher, Sammler und Museumsstifter (Feld 71, Nr. 27448–50)
- Heinrich Lueg (1840–1917), Industrieller (Feld 62)
- Reinhold Lupp (1836–1909), Industrieller (Feld 72)
- Wilhelm Marx (1851–1924), Oberbürgermeister (Feld 52, Nr. 267–271)
- Theodor Mintrop (1814–1870), Maler (Feld 72)
- Albert Mooren (1828–1899), Augenarzt, Ehrenbürger (Feld 64, Nr. 38957–60)
- Carl Mosterts (1874–1926), Theologe (Feld 79)
- Karl Müller (1893–1949), Jurist und Widerstandskämpfer (Feld 10, Nr. 13–14)
- Peter Müller (1916–2005), Oberbürgermeister (Feld 46, Nr. 2251–3)
- Hans Müller-Schlösser (1884–1956), Heimatdichter und Dramatiker (Feld U16, Nr. 80)
- William Thomas Mulvany (1806–1885), Industrieller (Feld 62/43a, Nr. 1–4)
- Waldemar Niepagenkemper (1918–2000), Maler
- Hans-Jürgen Nierentz (1909–1995), Schriftsteller und Fernsehintendant in der NS-Zeit (Feld 117)
- Rosemarie Nitribitt (1933–1957), vornehme Prostituierte (Feld 95)
- Georg Oeder (1846–1931), Maler (Feld 62)

### Nordfriedhof P–Z

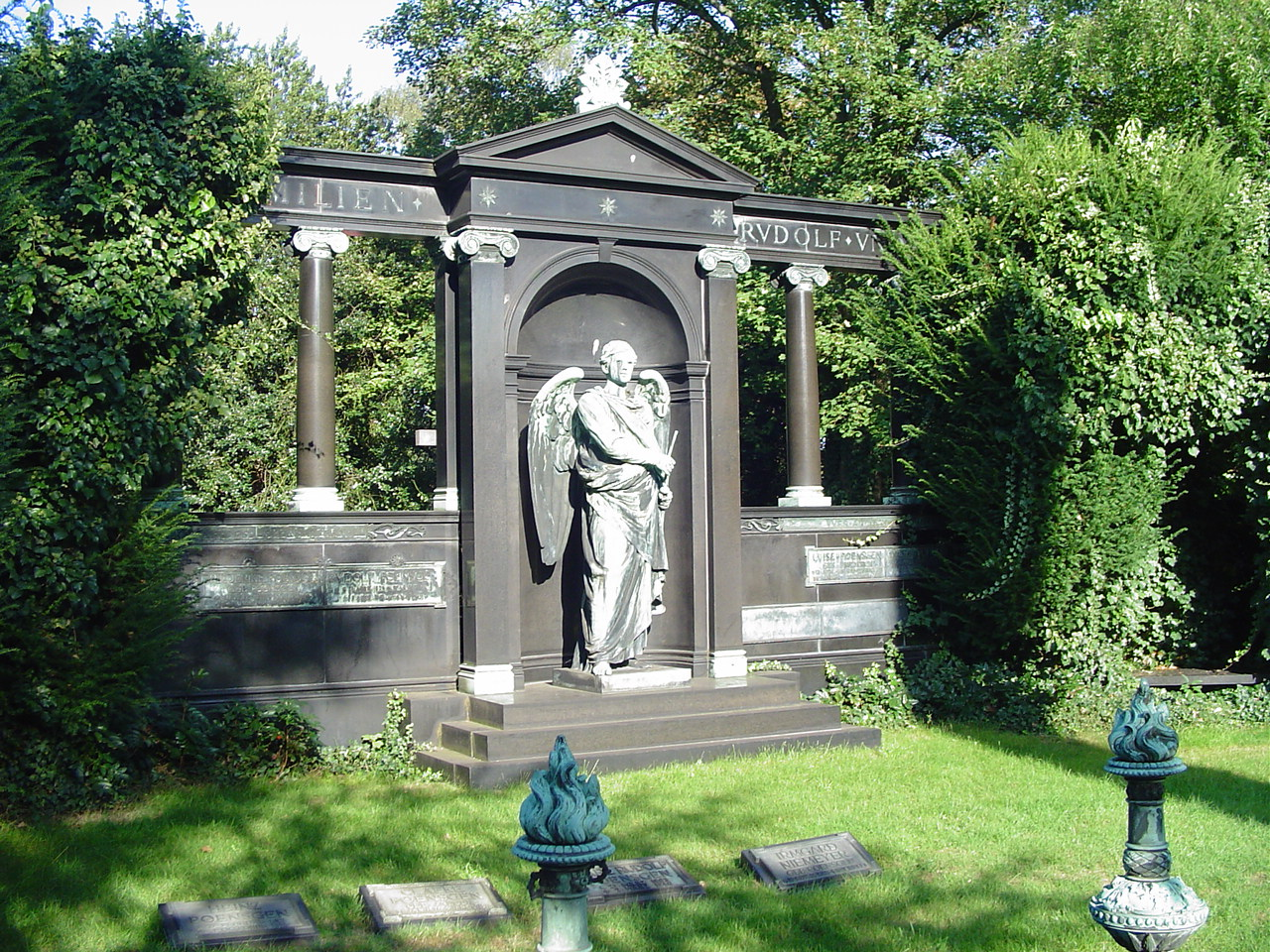
Grabstätte Poensgen (2006)

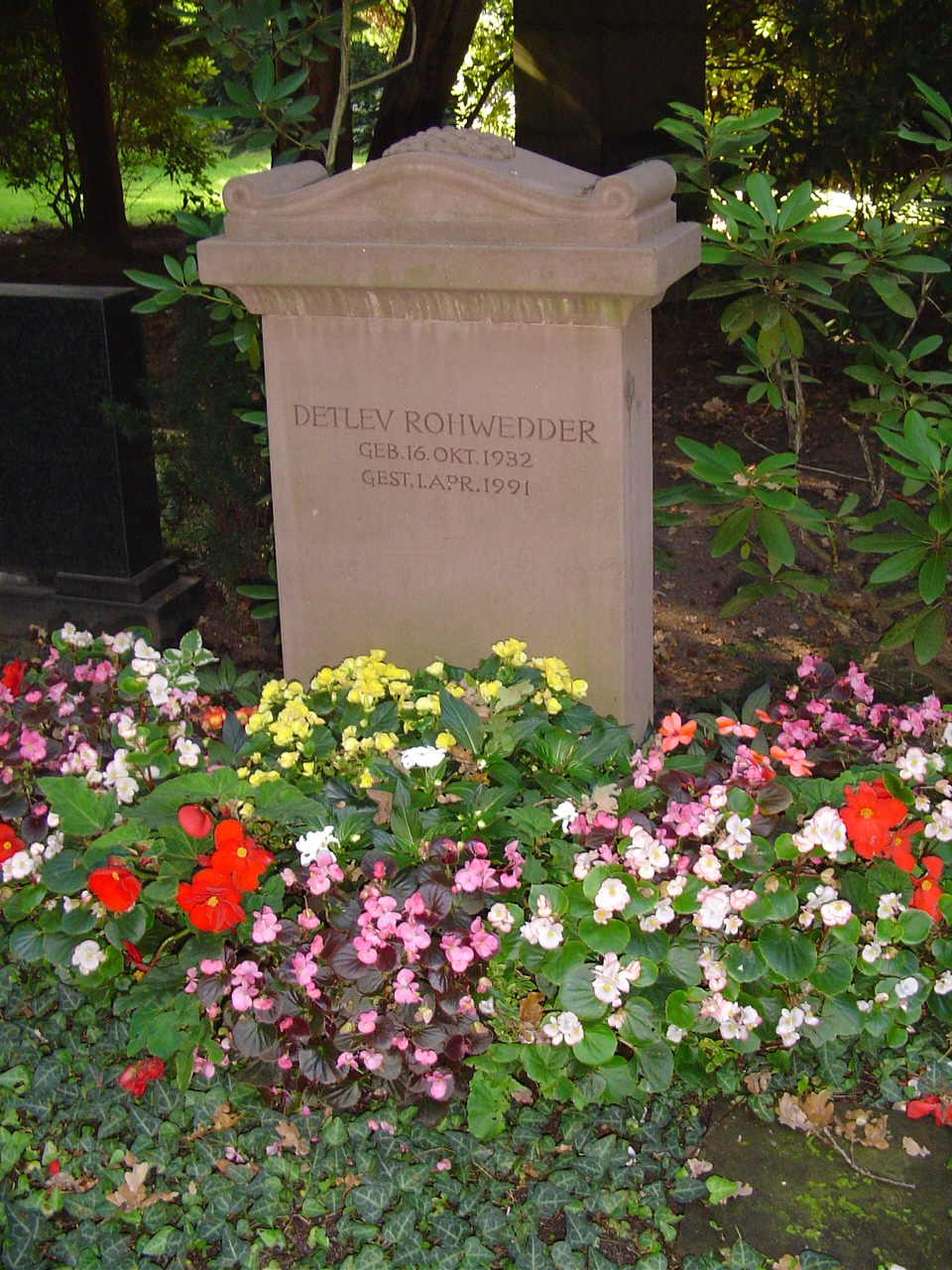
Grab von Detlev Rohwedder

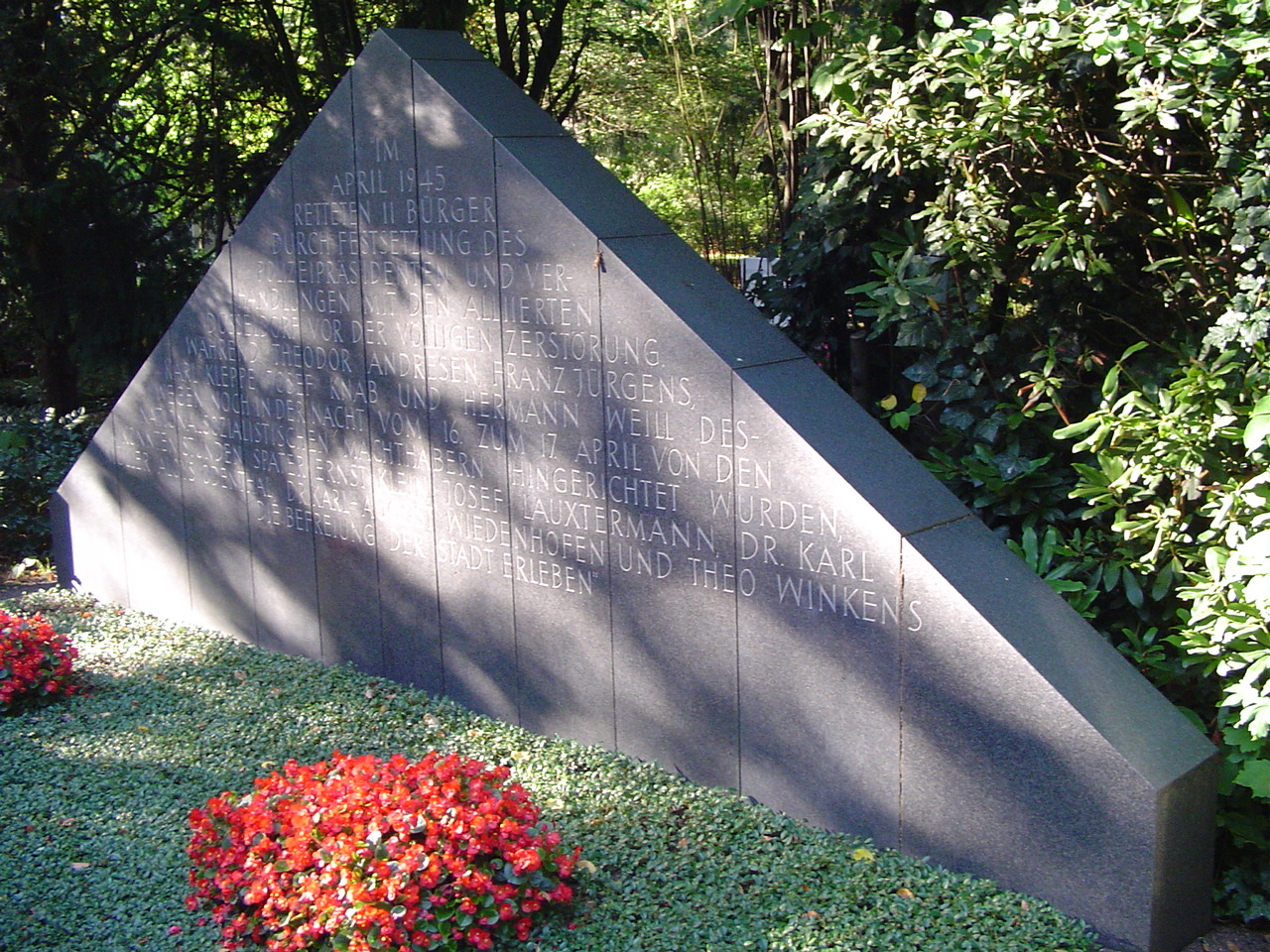
Peter Rübsam: Ehrengrab für die Widerstandskämpfer

- Jean Louis Piedbœuf (1838–1891), Industrieller (Feld 5)
- Klaus Piltz (1935–1993), Manager (Feld 63)
- Gustav Poensgen (1824–1904), Industrieller (Feld 62)
- Jochem Poensgen (1931–2023), Entwerfer von architekturbezogenen Glasgestaltungen
- Robert Pudlich (1905–1962), Maler (Feld 48)
- Ernst Eduard vom Rath (1909–1938), Diplomat (Feld 72)
- Georg Kreuzwendedich von Rheinbaben (1855–1921), preußischer Staatsminister, Ehrenbürger (Feld 26, Nr. 1)
- Heinrich Riemenschneider (1924–2013), deutscher Schauspieler, zuletzt Direktor des Theatermuseum Düsseldorf (Mausoleum Nahrhaft)
- Fritz Roeber (1851–1924), Akademiedirektor, Ehrenbürger (Feld 56e, Nr. 34719–2)
- Detlev Rohwedder (1932–1991), Manager (Feld 71)
- Kurt Sandweg (1927–2008), Bildhauer
- Karl Schabrod (1900–1981), Kommunist (Feld 64)
- Laurenz Schäfer (1840–1904), Maler (Feld 72)
- Caspar Scheuren (1810–1887), Maler (Feld 11, Nr. 1019)
- Heinrich Scheven (1833–1896), Unternehmer (Feld 71)
- Ernst Schiess (1840–1915), Industrieller (Feld 72)
- Carl Christian Schmid (1886–1955), Bürgermeister und Regierungspräsident von Düsseldorf
- Benedikt Schmittmann (1872–1939), Jurist und Widerstandskämpfer (Feld 14)
- Bruno Schmitz (1858–1916), Architekt (Feld 73)
- Franz Schoenfeld (1834–1911), Industrieller (Feld 63)
- Eduard Schulte (1891–1966), Industrieller (Feld 11)
- Eduard Schulte (1817–1890), Kunsthändler und Galerist (Feld 11)
- Franz Schwann (1815–1888), Verleger (Feld 5)
- Hans Schwippert (1899–1973), Architekt, Städtebauer, Objektgestalter und Hochschullehrer (Feld 75)
- Karl Rudolf Sohn (1845–1908), Maler (Feld 70)
- Karl Stachelscheid (1917–1970), Maler (Feld 52)
- Hans Walter Strelow (1940–2023), Galerist (Feld 78)
- Karl-Heinz Stroux (1908–1985), Intendant am Schauspielhaus (Feld F 72 N, Nr. 14–1)
- Norbert Tadeusz (1940–2011), Künstler und Maler der Gegenwart (Skulptur von Christian Lemmerz wurde im August 2024 gestohlen)
- Friedrich Tamms (1904–1980), Architekt und Stadtplaner (Feld 31)
- Ernst Tellering (1872–1916), Industrieller (Feld 72)
- Gerda Maria Terno (1909–1995), Schauspielerin (Grab Schwippert, Feld 75)
- Christian Gottfried Trinkaus (1843–1891), Bankier (vgl. HSBC Trinkaus) (Feld 62)
- Adolf Uzarski (1885–1970), Maler und Schriftsteller (Feld 56e)
- Adolph von Vagedes (1777–1842), Baumeister, Architekt (Feld 70, Nr. 22294)
- Benjamin Vautier (1829–1898), Maler (Feld 72, Grabmal 2004 von privat auf den Unterrather Friedhof versetzt)
- Albert Paul Veeh (1864–1914), Pionier der Luftschifffahrt
- Ernst Viebig (1810–1881), ab 1868 stellvertretender Regierungspräsident in Düsseldorf (Ehrengrab, Feld 76, Nr. 47735)
- Clara Viebig (1860–1952), Schriftstellerin (Feld 76, Nr. 47735)
- Fritz Vomfelde (1900–1961), Oberbürgermeister (Feld 26, Nr. 54–59)
- Gebhardt von Walther (1902–1982), deutscher Diplomat
- Hermann Weill (1924–1945), Widerstandskämpfer (Feld 70, Nr. 142)
- Karl August Wiedenhofen (1888–1958), Rechtsanwalt und Widerstandskämpfer (Feld 9, Nr. 89)
- August Wittig (1823–1893), Bildhauer (Feld 72)
- Fritz Wüst (1860–1938), Forscher (Feld 6)
- Robert Zapp (1837–1917), Industrieller (Feld 62)

### Jüdischer Friedhof
- Rose Ausländer (1901–1988), deutschsprachige, jüdische Lyrikerin
- Isaac Geldern (gest. 1782), Großonkel Heinrich Heines mütterlicherseits (aufgefundener Grabstein)
- Moritz Leiffmann (1853–1921), Privatbankier, Kommunalpolitiker und Schriftsteller
- Josef Neuberger (1902–1977), Politiker
- Paul Spiegel (1937–2006), Journalist, Unternehmer und Präsident des Zentralrats der Juden in Deutschland
- Lajos Szabó (1902–1967), ungarischer Philosoph
- Theo Winkens (1897–1967), Widerstandskämpfer

Benrath |
Düsseldorf (neu) |
Gerresheim |
Kaiserswerth

## Bekannte Gestalter der Grabmäler auf dem Nordfriedhof

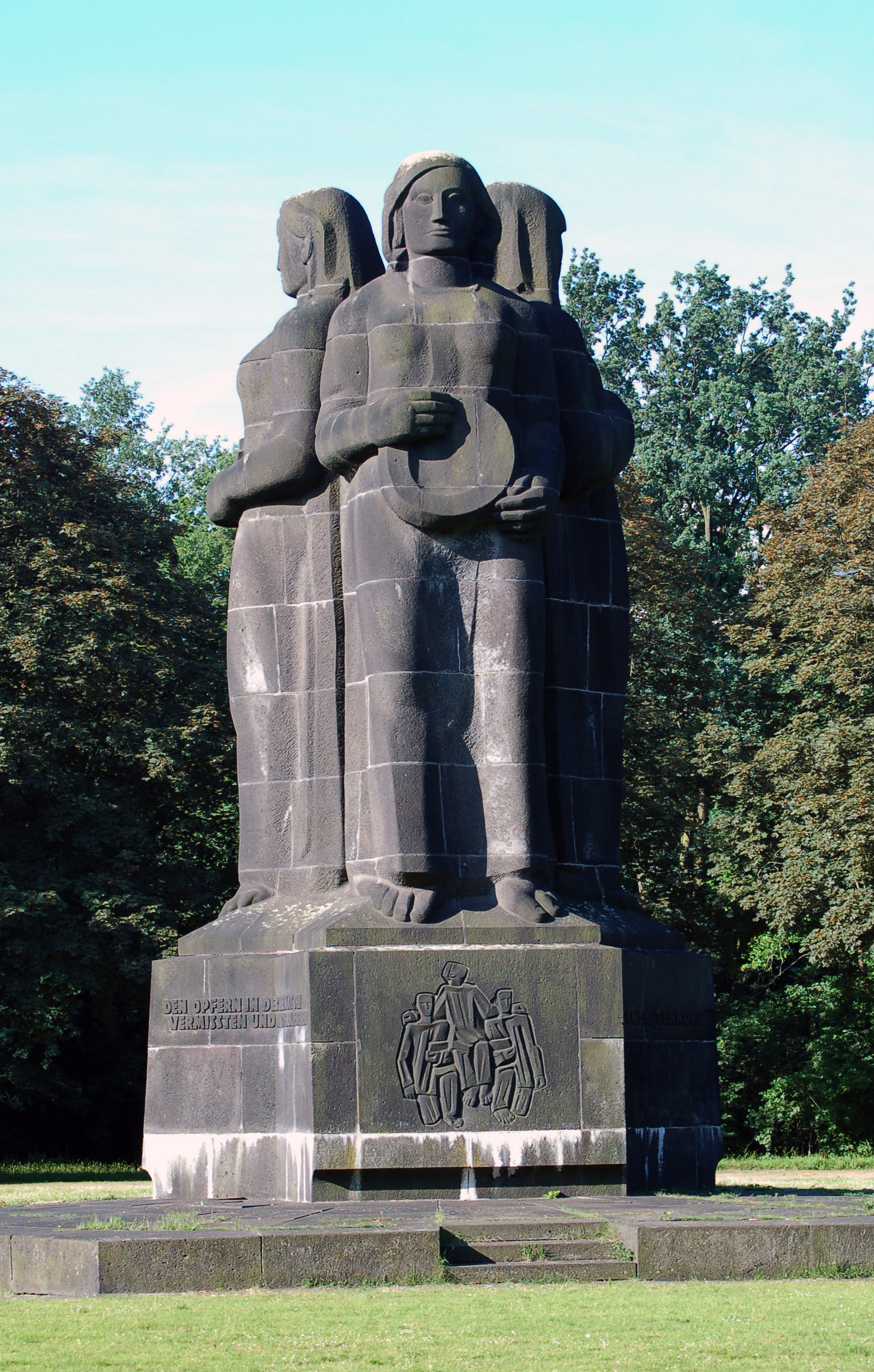
Mahnmal Drei Nornen, an der Stelle des 1946 abgerissenen Schlageter-Nationaldenkmals, konzipiert und erbaut 1954 bis 1958 für die Opfer des Feldes, der Heimat und des politischen Terrors von Jupp Rübsam, Ulrich Wolf und Willy Tapp

- Ernst Barlach (Grab Louise Dumont-Gustav Lindemann, Feld 27, Nr. 1–2)
- Julius Bayerle (Grab Mintrop, Feld 72; Grab Burgmüller, Feld 75)
- Arno Breker (eigenes Grab, Feld 58 und weitere)
- Clemens Buscher (Engel auf der Grabanlage Rudolf und Gustav Poensgen; Engel für Andreas Achenbach)
- Fritz Coubillier (Grab Schiess / Pfeiffer, Feld 72; Grab Eschbach, Bronzeplatte mit Frauenrelief)
- Hans Dammann (Grab Hemmerling, Feld 85)
- Leopold Fleischhacker (Grab Moritz Leiffmann, und über 100 weitere Grabmäler auf dem Jüdischen Friedhof)
- Hermann Goerke (Mausoleum der Familie Emil Schröder, Feld 48)
- Michael Irmer (Grab Familie Klaus Piltz und Ansgar Rumler, Feld 63)
- Karl Janssen (Grab Andreas Achenbach, Feld 50; Grab Familie Henkel, Feld 75; Grab Poensgen, Feld 62; Grab Roeber, Feld 56a; Grab Vautier, Feld 72)
- Fritz Klimsch (Grab Behrens, Feld 72)
- Wilhelm Kreis (Grab Zinzen, Feld 52)
- Friedrich Kühn (Familiengrab Schoenfeld und Talbot, Feld 63; Familiengrab Schulte, Feld 11)
- Paul Landowski (Grab Preis, Feld 73)
- Ewald Mataré (Grab Schmitz-Salue, Feld 16)
- Dietrich Meinardus (Grab Reinartz)
- Leo Müsch (Grab Familie Liertz; Grab Familie Conrad Wilhelm Schmidt; Grab Familie Bicheroux, Feld 74)
- Hubert Netzer (Gedenkstein für die Opfer des Spartakusaufstandes, Feld 72)
- Heinrich Pohlmann (Grab Guntermann, Feld 76)
- Jupp Rübsam (Mahnmal, Feld 111/112)
- Peter Rübsam (Ehrengrab für die Widerstandskämpfer, Feld 70)
- Gustav Rutz (Grab Schlote, Feld 31; Grab Piedboeuf, Feld 5; Grab Schütte, Feld 17; Grab Hermes, Feld 72)
- Jan Thorn Prikker Innengestaltung aus Mosaiken, Malereien und Fenster; Rudolf Brüning Architekt, (Mausoleum Nahrhaft, Feld 50)
- August Wittig (eigenes Grab, Feld 72)